# Gemeinden des Kantons Wallis

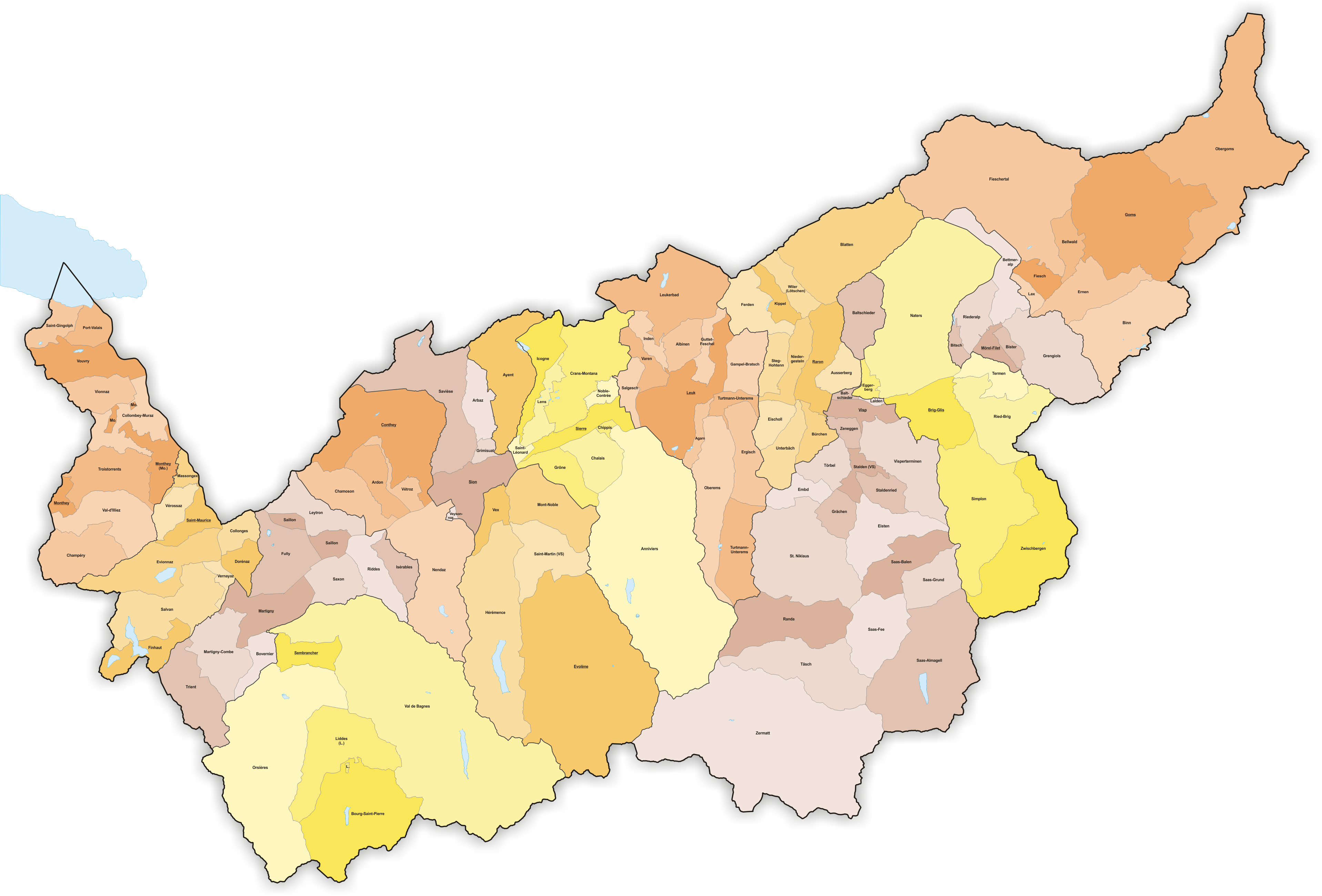
Karte der Gemeinden des Kantons Wallis (2021)

Der Kanton Wallis in der Schweiz umfasst 122 politische Gemeinden (Stand: Januar 2021). Bezirkshauptorte sind fett hervorgehoben.
Die Gemeinden sind in 13 Bezirke (französisch districts) zusammengefasst, welche auf die alten Zehnden zurückgehen. Dabei ist der Bezirk Raron in zwei Halbbezirke West und Ost geteilt.

## Gemeinden
| Wappen             | Name der Gemeinde                          | Einwohner (31. Dezember 2023) | Fläche in km²             | Einw. pro km²                                   | Bezirk         |
| ------------------ | ------------------------------------------ | ----------------------------- | ------------------------- | ----------------------------------------------- | -------------- |
| Agarn              | Agarn                                      | 729                           | 7,65                      | 95                                              | Leuk           |
| Albinen            | Albinen                                    | 262                           | 15,56                     | 17                                              | Leuk           |
| Anniviers          | Anniviers                                  | 2773                          | 243,37                    | 11                                              | Siders         |
| Arbaz              | Arbaz                                      | 1462                          | 19,16                     | 76                                              | Sitten         |
| Wappen             | Ardon                                      | 3709                          | 20,39                     | 182                                             | Conthey        |
| Wappen             | Ausserberg                                 | 637                           | 15,13                     | 42                                              | Westlich Raron |
| Wappen             | Ayent                                      | 4350                          | 55,34                     | 79                                              | Hérens         |
| Baltschieder       | Baltschieder                               | 1367                          | 31,22                     | 44                                              | Visp           |
| Bellwald           | Bellwald                                   | 349                           | 13,96                     | 25                                              | Goms           |
| Bettmeralp         | Bettmeralp                                 | 474                           | 28,79                     | 16                                              | Östlich Raron  |
| Binn               | Binn                                       | 123                           | 65,09                     | 2                                               | Goms           |
| Bister             | Bister                                     | 39                            | 5,81                      | 7                                               | Östlich Raron  |
| Bitsch             | Bitsch                                     | 1116                          | 5,79                      | 193                                             | Östlich Raron  |
| Blatten            | Blatten                                    | 303                           | 90,51                     | 3                                               | Westlich Raron |
| Bourg-Saint-Pierre | Bourg-Saint-Pierre                         | 215                           | 89,80                     | 2                                               | Entremont      |
| Bovernier          | Bovernier                                  | 924                           | 13,07                     | 71                                              | Martigny       |
| Brig-Glis          | Brig-Glis (fr. Brigue-Glis)                | 13'976                        | 37,67                     | 371                                             | Brig           |
| Bürchen            | Bürchen                                    | 766                           | 13,47                     | 57                                              | Westlich Raron |
| Chalais            | Chalais                                    | 3905                          | 24,34                     | 160                                             | Siders         |
| Chamoson           | Chamoson                                   | 4291                          | 32,47                     | 132                                             | Conthey        |
| Champéry           | Champéry                                   | 1399                          | 38,85                     | 36                                              | Monthey        |
| Chippis            | Chippis                                    | 1599                          | 1,97                      | 812                                             | Siders         |
| Collombey-Muraz    | Collombey-Muraz                            | 9903                          | 29,75                     | 333                                             | Monthey        |
| Collonges          | Collonges                                  | 865                           | 12,21                     | 71                                              | Saint-Maurice  |
| Conthey            | Conthey                                    | 9073                          | 84,95                     | 107                                             | Conthey        |
| Crans-Montana      | Crans-Montana                              | 10'488                        | 59,66                     | 176                                             | Siders         |
| Dorénaz            | Dorénaz                                    | 1103                          | 12,58                     | 88                                              | Saint-Maurice  |
| Eggerberg          | Eggerberg                                  | 329                           | 6,05                      | 54                                              | Brig           |
| Eischoll           | Eischoll                                   | 453                           | 14,15                     | 32                                              | Westlich Raron |
| Eisten             | Eisten                                     | 191                           | 38,01                     | 5                                               | Visp           |
| Embd               | Embd                                       | 294                           | 14,04                     | 21                                              | Visp           |
| Ergisch            | Ergisch                                    | 184                           | 29,53                     | 6                                               | Leuk           |
| Ernen              | Ernen                                      | 550                           | 35,37                     | 16                                              | Goms           |
| Evionnaz           | Evionnaz                                   | 1482                          | 48,08                     | 31                                              | Saint-Maurice  |
| Evolène            | Evolène                                    | 1670                          | 209,89                    | 8                                               | Hérens         |
| Ferden             | Ferden                                     | 253                           | 27,92                     | 9                                               | Westlich Raron |
| Fiesch             | Fiesch                                     | 912                           | 11,03                     | 83                                              | Goms           |
| Fieschertal        | Fieschertal                                | 359                           | 172,82                    | 2                                               | Goms           |
| Finhaut            | Finhaut                                    | 400                           | 22,82                     | 18                                              | Saint-Maurice  |
| Fully              | Fully                                      | 9160                          | 37,81                     | 242                                             | Martigny       |
| Gampel-Bratsch     | Gampel-Bratsch                             | 2167                          | 23,04                     | 94                                              | Leuk           |
| Goms               | Goms                                       | 1157                          | 129,53                    | 9                                               | Goms           |
| Grächen            | Grächen                                    | 1295                          | 14,27                     | 91                                              | Visp           |
| Grengiols          | Grengiols                                  | 424                           | 58,52                     | 7                                               | Östlich Raron  |
| Grimisuat          | Grimisuat                                  | 3906                          | 4,45                      | 878                                             | Sitten         |
| Grône              | Grône                                      | 2557                          | 20,73                     | 123                                             | Siders         |
| Guttet-Feschel     | Guttet-Feschel                             | 440                           | 10,43                     | 42                                              | Leuk           |
| Hérémence          | Hérémence                                  | 1491                          | 107,46                    | 14                                              | Hérens         |
| Icogne             | Icogne                                     | 634                           | 24,83                     | 26                                              | Siders         |
| Inden              | Inden                                      | 118                           | 9,73                      | 12                                              | Leuk           |
| Isérables          | Isérables                                  | 809                           | 15,26                     | 53                                              | Martigny       |
| Kippel             | Kippel                                     | 331                           | 11,68                     | 28                                              | Westlich Raron |
| Lalden             | Lalden                                     | 733                           | 1,30                      | 564                                             | Visp           |
| Lax                | Lax                                        | 336                           | 5,42                      | 62                                              | Goms           |
| Lens               | Lens                                       | 4536                          | 13,98                     | 324                                             | Siders         |
| Leuk               | Leuk (fr. Loèche)                          | 4307                          | 55,15                     | 78                                              | Leuk           |
| Leukerbad          | Leukerbad (fr. Loèche-les-Bains)           | 1396                          | 67,32                     | 21                                              | Leuk           |
| Leytron            | Leytron                                    | 3357                          | 26,82                     | 125                                             | Martigny       |
| Liddes             | Liddes                                     | 755                           | 58,65                     | 13                                              | Entremont      |
| Martigny           | Martigny (dt. Martinach)                   | 21'759                        | 32,59                     | 668                                             | Martigny       |
| Martigny-Combe     | Martigny-Combe                             | 2332                          | 37,41                     | 62                                              | Martigny       |
| Massongex          | Massongex                                  | 2044                          | 6,64                      | 308                                             | Saint-Maurice  |
| Mont Noble         | Mont-Noble                                 | 1174                          | 43,45                     | 27                                              | Hérens         |
| Monthey            | Monthey                                    | 18'886                        | 28,70                     | 658                                             | Monthey        |
| Mörel              | Mörel-Filet                                | 745                           | 8,55                      | 87                                              | Östlich Raron  |
| Naters             | Naters                                     | 10'605                        | 147,22                    | 72                                              | Brig           |
| Nendaz             | Nendaz                                     | 7196                          | 85,96                     | 84                                              | Conthey        |
| Niedergesteln      | Niedergesteln                              | 750                           | 17,62                     | 43                                              | Westlich Raron |
| Noble-Contrée      | Noble-Contrée                              | 4677                          | 6,50                      | 720                                             | Siders         |
| Oberems            | Oberems                                    | 139                           | 50,26                     | 3                                               | Leuk           |
| Obergoms           | Obergoms                                   | 640                           | 155,98                    | 4                                               | Goms           |
| Orsières           | Orsières                                   | 3292                          | 164,93                    | 20                                              | Entremont      |
| Port-Valais        | Port-Valais                                | 4485                          | 14,35                     | 313                                             | Monthey        |
| Randa              | Randa                                      | 461                           | 54,53                     | 8                                               | Visp           |
| Raron              | Raron                                      | 2002                          | 30,38                     | 66                                              | Westlich Raron |
| Riddes             | Riddes                                     | 3701                          | 23,90                     | 155                                             | Martigny       |
| Ried-Brig          | Ried-Brig                                  | 2254                          | 47,57                     | 47                                              | Brig           |
| Riederalp          | Riederalp                                  | 437                           | 19,09                     | 23                                              | Östlich Raron  |
| Saas-Almagell      | Saas-Almagell                              | 379                           | 110,39                    | 3                                               | Visp           |
| Saas-Balen         | Saas-Balen                                 | 362                           | 30,24                     | 12                                              | Visp           |
| Saas-Fee           | Saas-Fee                                   | 1592                          | 40,34                     | 39                                              | Visp           |
| Saas-Grund         | Saas-Grund                                 | 1067                          | 24,80                     | 43                                              | Visp           |
| Saillon            | Saillon                                    | 3094                          | 13,74                     | 225                                             | Martigny       |
| Saint-Gingolph     | Saint-Gingolph                             | 1049                          | 14,45                     | 73                                              | Monthey        |
| Saint-Léonard      | Saint-Léonard                              | 2613                          | 3,88                      | 673                                             | Siders         |
| Saint-Martin       | Saint-Martin (VS)                          | 841                           | 37,00                     | 23                                              | Hérens         |
| Saint-Maurice      | Saint-Maurice                              | 4574                          | 14,92                     | 307                                             | Saint-Maurice  |
| Salgesch           | Salgesch (fr. Salquenen)                   | 1693                          | 11,36                     | 149                                             | Leuk           |
| Salvan             | Salvan                                     | 1483                          | 53,46                     | 28                                              | Saint-Maurice  |
| Savièse            | Savièse                                    | 8182                          | 70,98                     | 115                                             | Sitten         |
| Saxon              | Saxon                                      | 7114                          | 23,22                     | 306                                             | Martigny       |
| Sembrancher        | Sembrancher                                | 1093                          | 17,68                     | 62                                              | Entremont      |
| Siders             | Siders (fr. Sierre)                        | 17'663                        | 19,13                     | 923                                             | Siders         |
| Simplon            | Simplon                                    | 281                           | 91,01                     | 3                                               | Brig           |
| Sion               | Sitten (fr. Sion)                          | 36'624                        | 34,86                     | 1051                                            | Sitten         |
| St. Niklaus        | St. Niklaus                                | 2268                          | 89,22                     | 25                                              | Visp           |
| Stalden            | Stalden (VS)                               | 1112                          | 10,51                     | 106                                             | Visp           |
| Staldenried        | Staldenried                                | 541                           | 14,27                     | 38                                              | Visp           |
| Steg-Hohtenn       | Steg-Hohtenn                               | 1691                          | 14,03                     | 121                                             | Westlich Raron |
| Täsch              | Täsch                                      | 1366                          | 58,72                     | 23                                              | Visp           |
| Termen             | Termen                                     | 1187                          | 18,65                     | 64                                              | Brig           |
| Törbel             | Törbel                                     | 494                           | 16,86                     | 29                                              | Visp           |
| Trient             | Trient                                     | 160                           | 39,55                     | 4                                               | Martigny       |
| Troistorrents      | Troistorrents                              | 5008                          | 36,96                     | 135                                             | Monthey        |
| Turtmann-Unterems  | Turtmann-Unterems                          | 1191                          | 42,42                     | 28                                              | Leuk           |
| Unterbäch          | Unterbäch                                  | 483                           | 22,04                     | 22                                              | Westlich Raron |
| Val de Bagnes      | Val de Bagnes                              | 10'814                        | 301,91                    | 36                                              | Entremont      |
| Val-d’Illiez       | Val-d’Illiez                               | 2129                          | 39,26                     | 54                                              | Monthey        |
| Varen              | Varen (fr. Varonne)                        | 691                           | 12,81                     | 54                                              | Leuk           |
| Vernayaz           | Vernayaz                                   | 1864                          | 5,59                      | 333                                             | Saint-Maurice  |
| Vérossaz           | Vérossaz                                   | 893                           | 14,29                     | Fehler im Ausdruck: Unerwarteter Operator round | Saint-Maurice  |
| Vétroz             | Vétroz                                     | Node-count limit exceeded     | Node-count limit exceeded | Node-count limit exceeded                       | Conthey        |
| Vex                | Vex                                        | Node-count limit exceeded     | Node-count limit exceeded | Node-count limit exceeded                       | Hérens         |
| Veysonnaz          | Veysonnaz                                  | Node-count limit exceeded     | Node-count limit exceeded | Node-count limit exceeded                       | Sitten         |
| Vionnaz            | Vionnaz                                    | Node-count limit exceeded     | Node-count limit exceeded | Node-count limit exceeded                       | Monthey        |
| Visp               | Visp (fr. Node-count limit exceeded)       | Node-count limit exceeded     | Node-count limit exceeded | Node-count limit exceeded                       | Visp           |
| Visperterminen     | Visperterminen                             | Node-count limit exceeded     | Node-count limit exceeded | Node-count limit exceeded                       | Visp           |
| Vouvry             | Vouvry                                     | Node-count limit exceeded     | Node-count limit exceeded | Node-count limit exceeded                       | Monthey        |
| Wiler (Lötschen)   | Node-count limit exceeded Wiler (Lötschen) | Node-count limit exceeded     | Node-count limit exceeded | Node-count limit exceeded                       | Westlich Raron |
| Zeneggen           | Node-count limit exceeded Zeneggen         | Node-count limit exceeded     | Node-count limit exceeded | Node-count limit exceeded                       | Visp           |
| Zermatt            | Zermatt                                    | Node-count limit exceeded     | Node-count limit exceeded | Node-count limit exceeded                       | Visp           |
| Zwischbergen       | Zwischbergen                               | Node-count limit exceeded     | Node-count limit exceeded | Node-count limit exceeded                       | Brig           |
| Total (122)        | Total (122)                                | Node-count limit exceeded     | Node-count limit exceeded | Node-count limit exceeded                       | (13)           |

Die Landfläche des Kantons Wallis umfasst 5214,00 km², der Seeflächenanteil beträgt 10,60 km² (Genfersee/Lac Léman). Somit beträgt die Gesamtfläche 5224,60 km².

## Veränderungen im Gemeindebestand

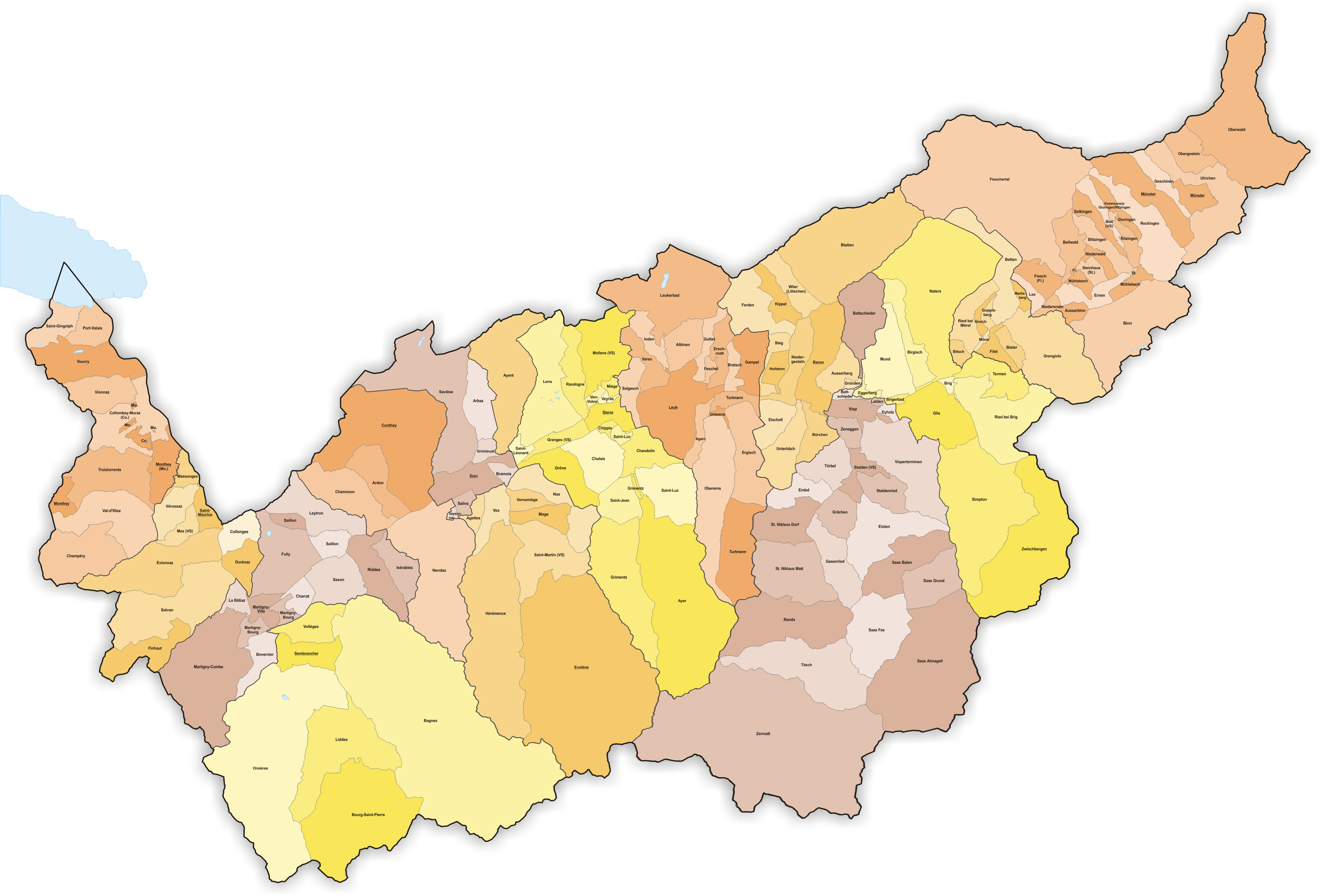
Gemeinden bis 1865
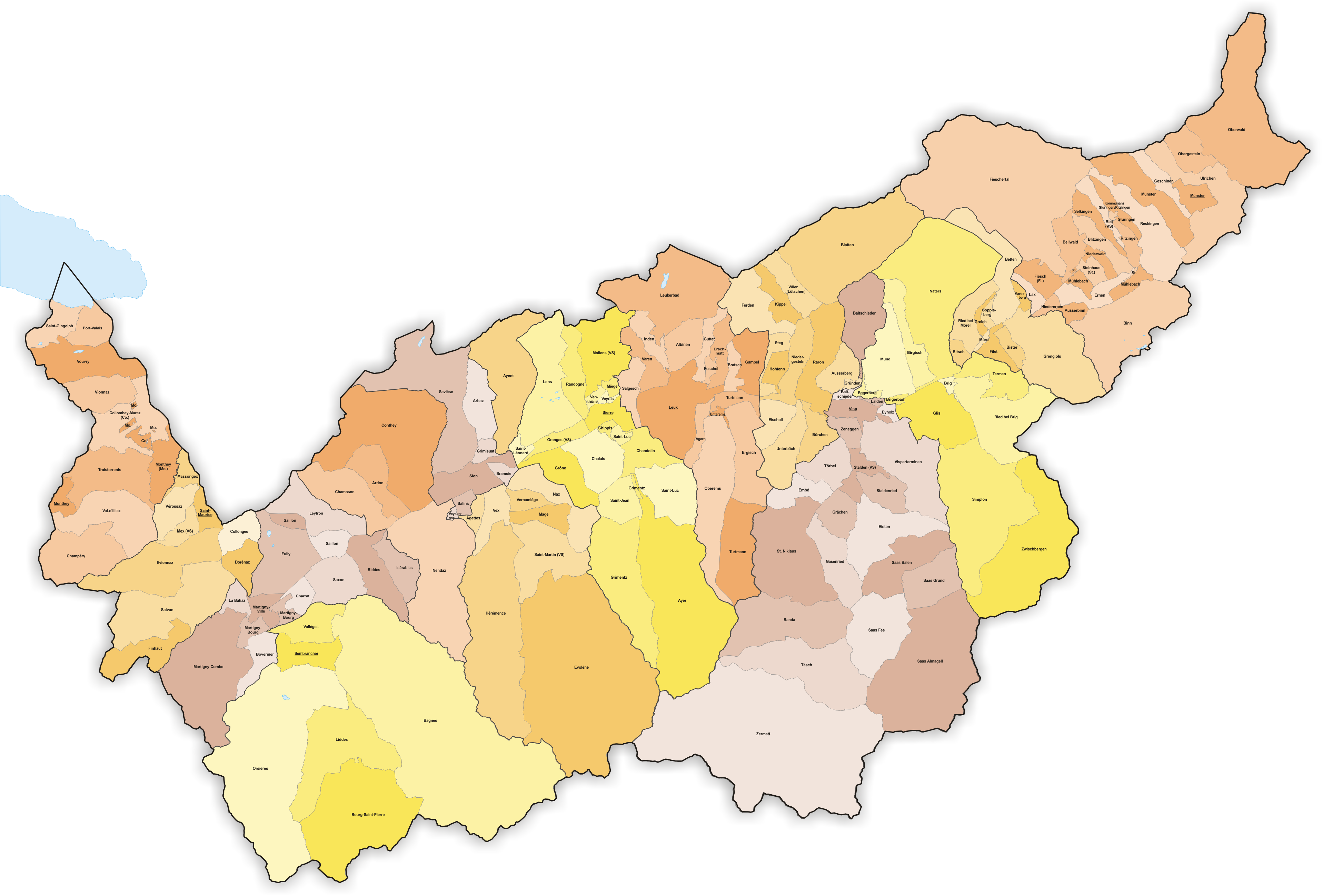
Gemeinden bis 1869
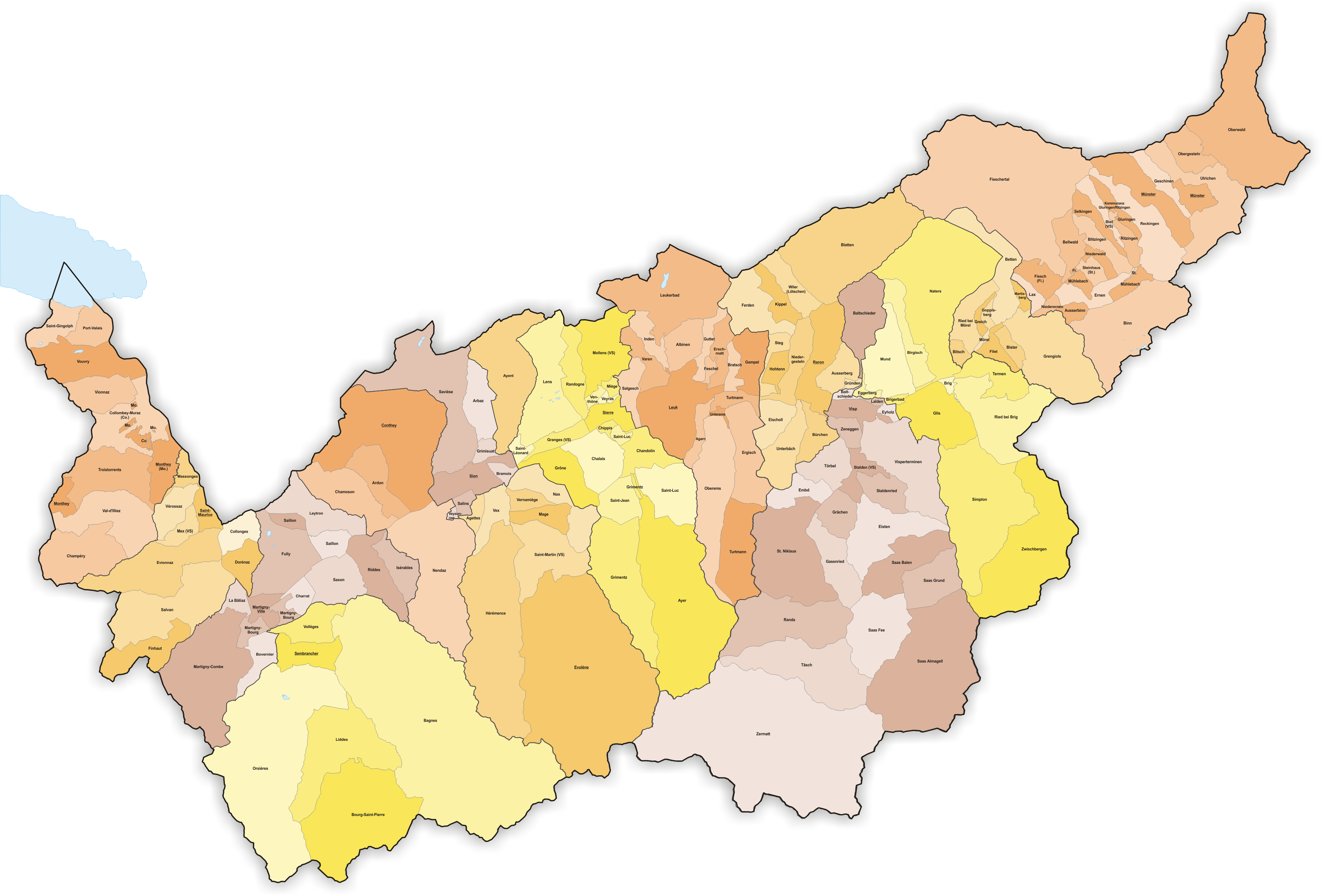
Gemeinden bis 1899
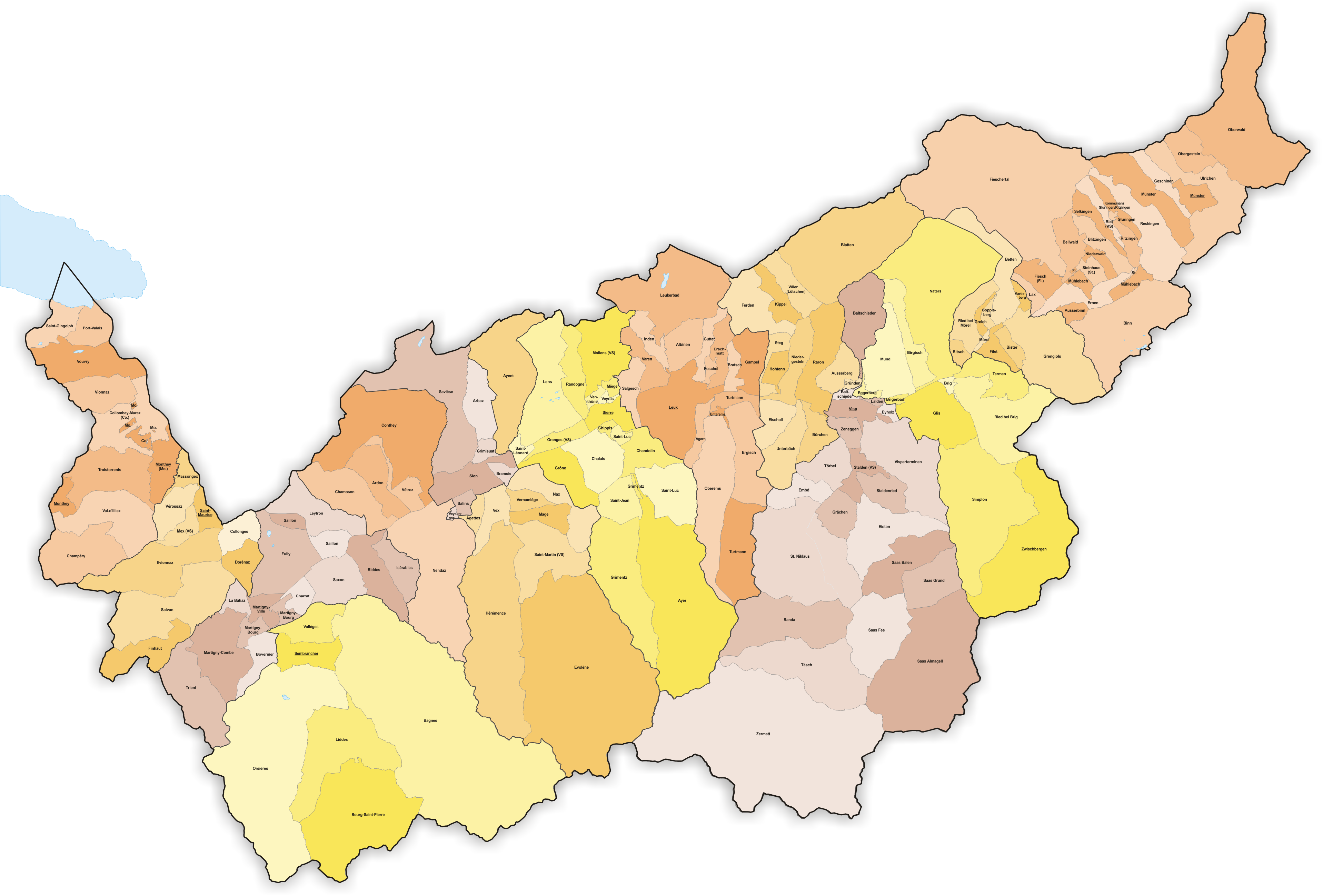
Gemeinden bis 1901
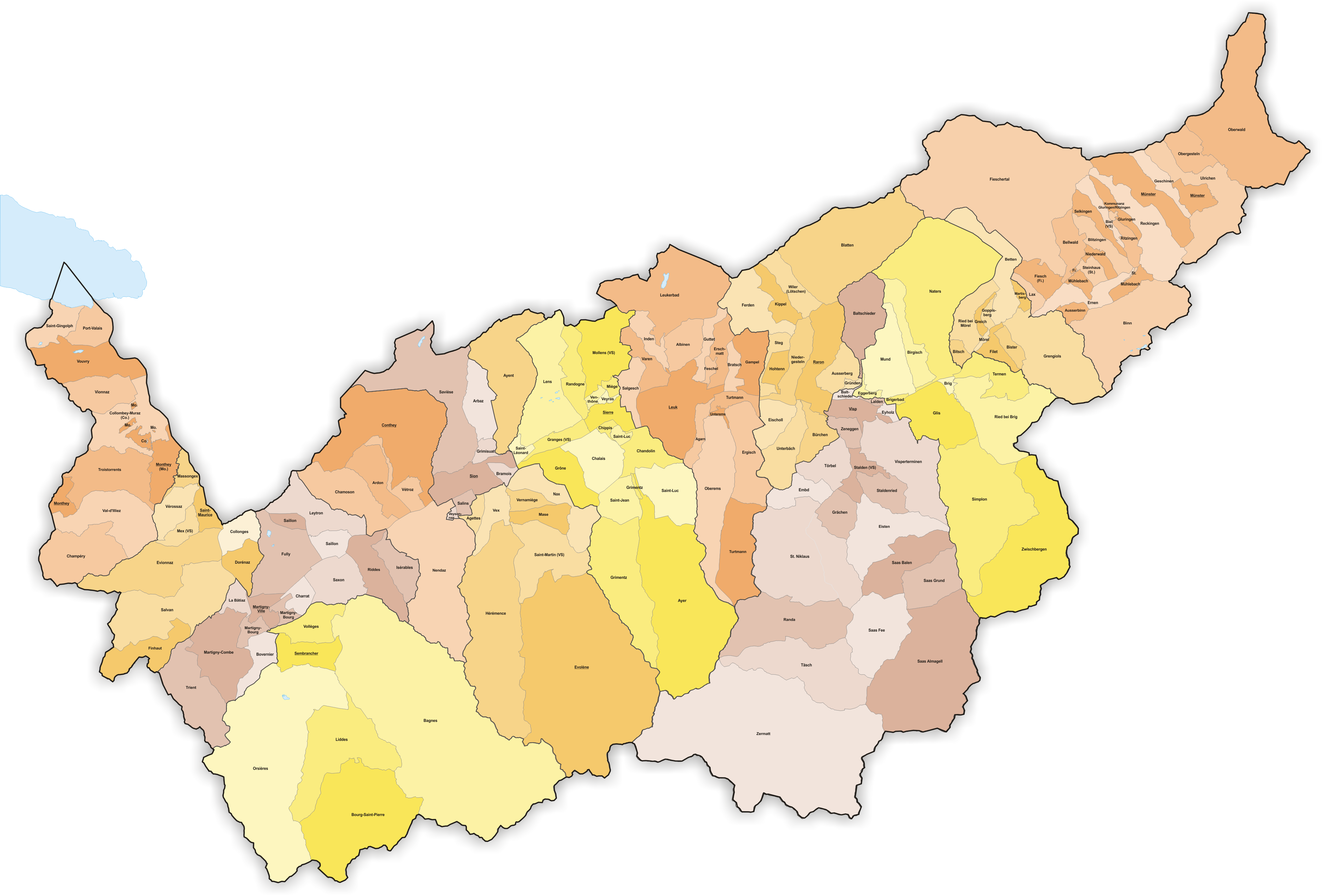
Gemeinden bis 1904
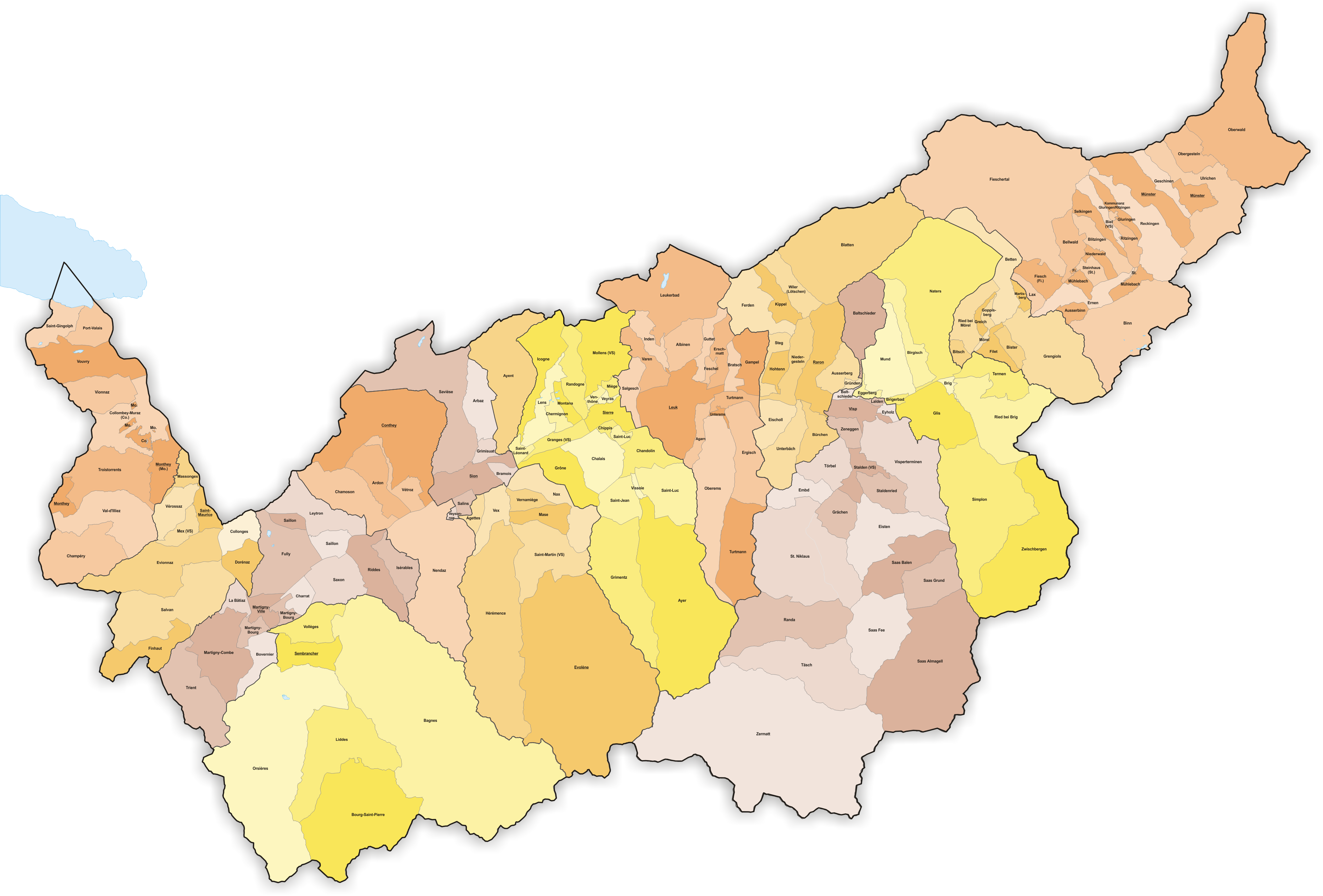
Gemeinden bis 1912
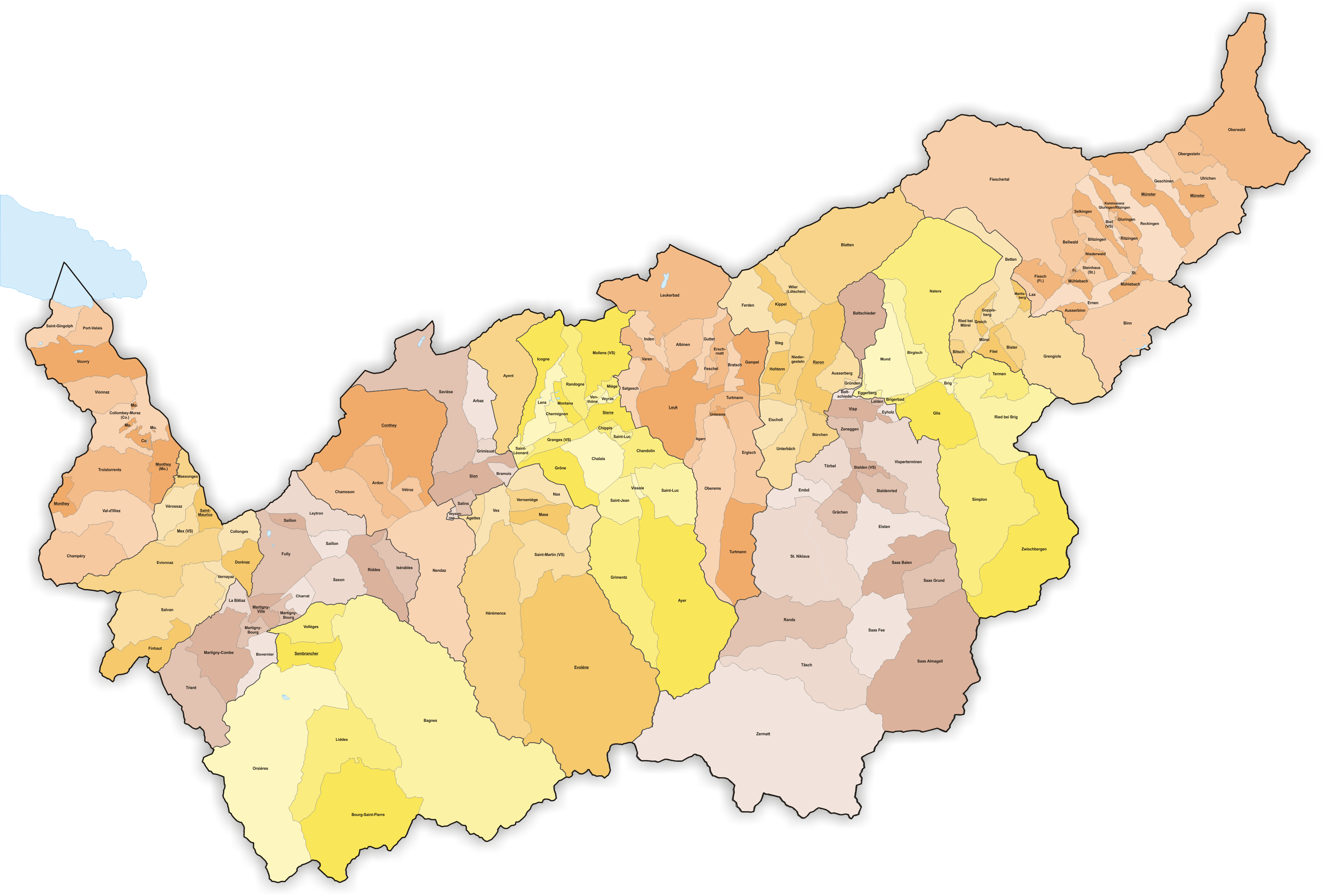
Gemeinden bis 1922
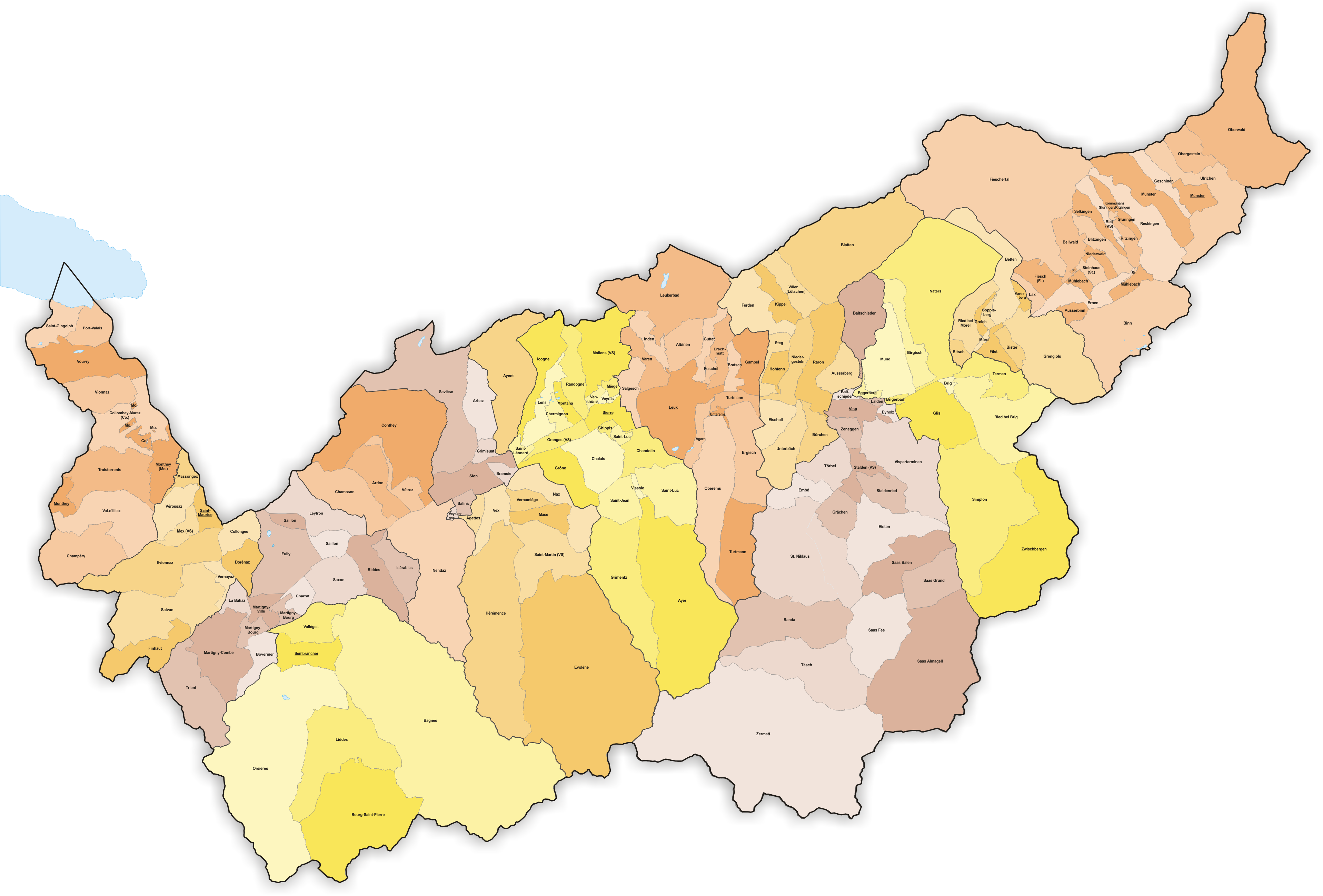
Gemeinden bis 1955
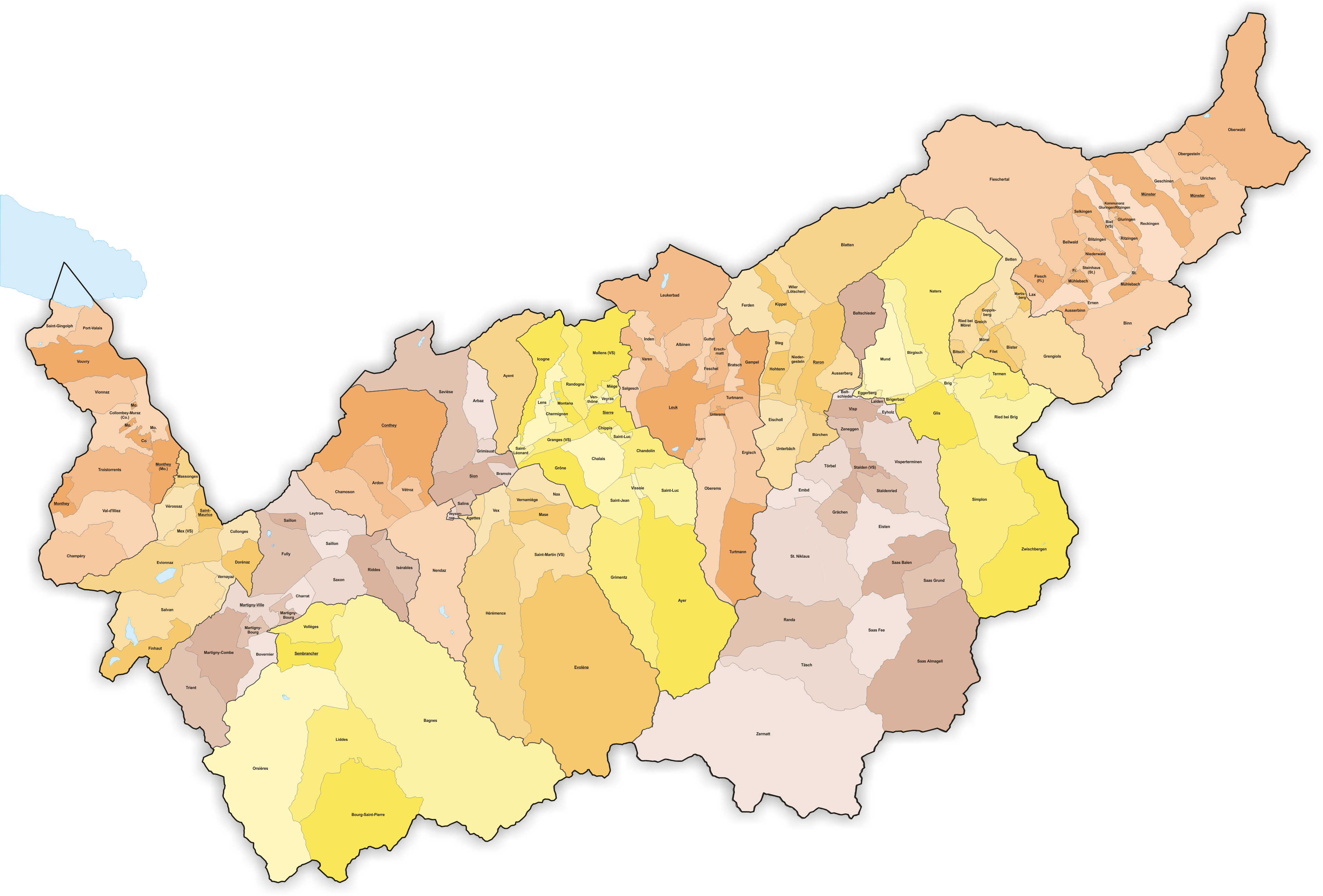
Gemeinden bis 07.1964
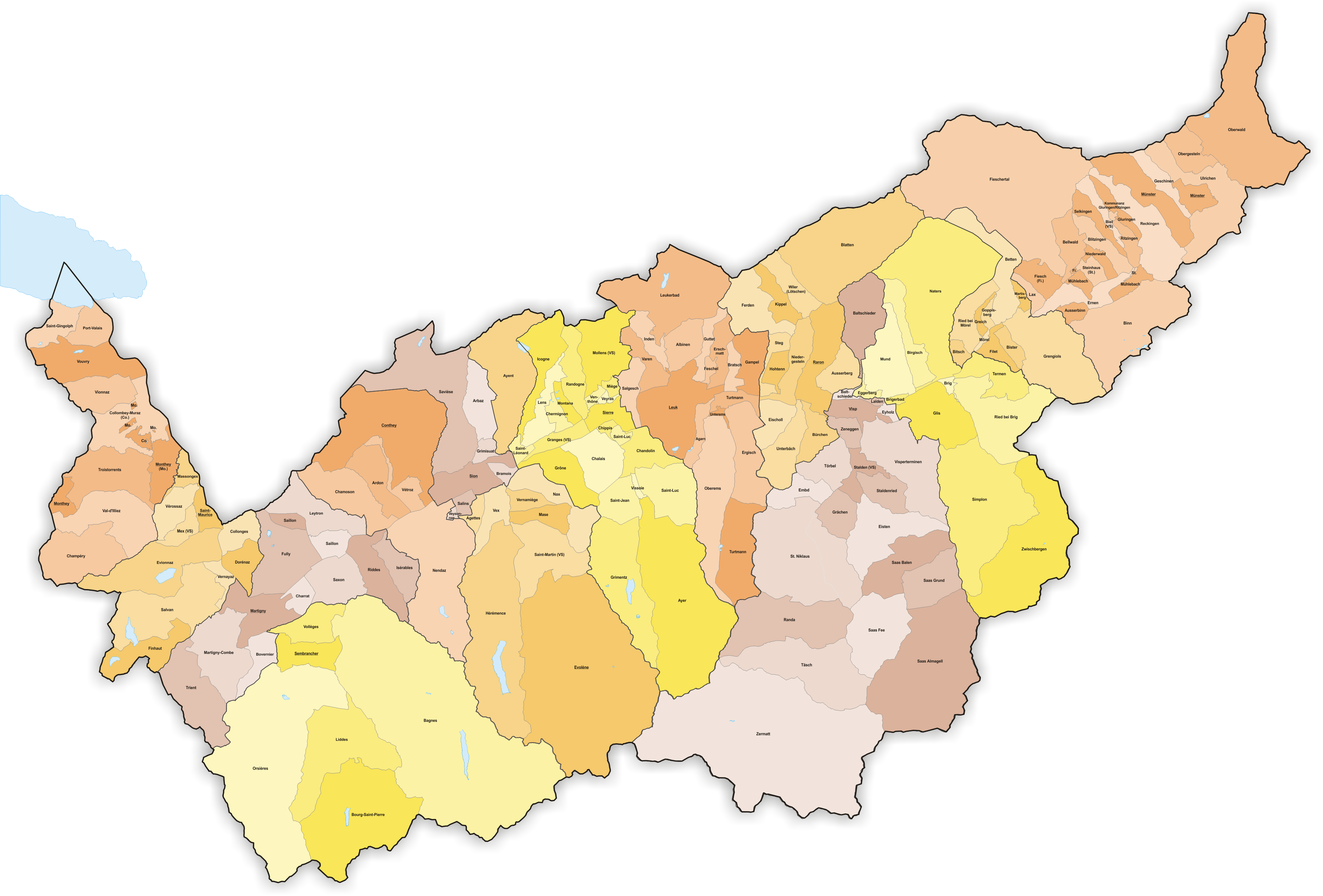
Gemeinden bis 12.1964
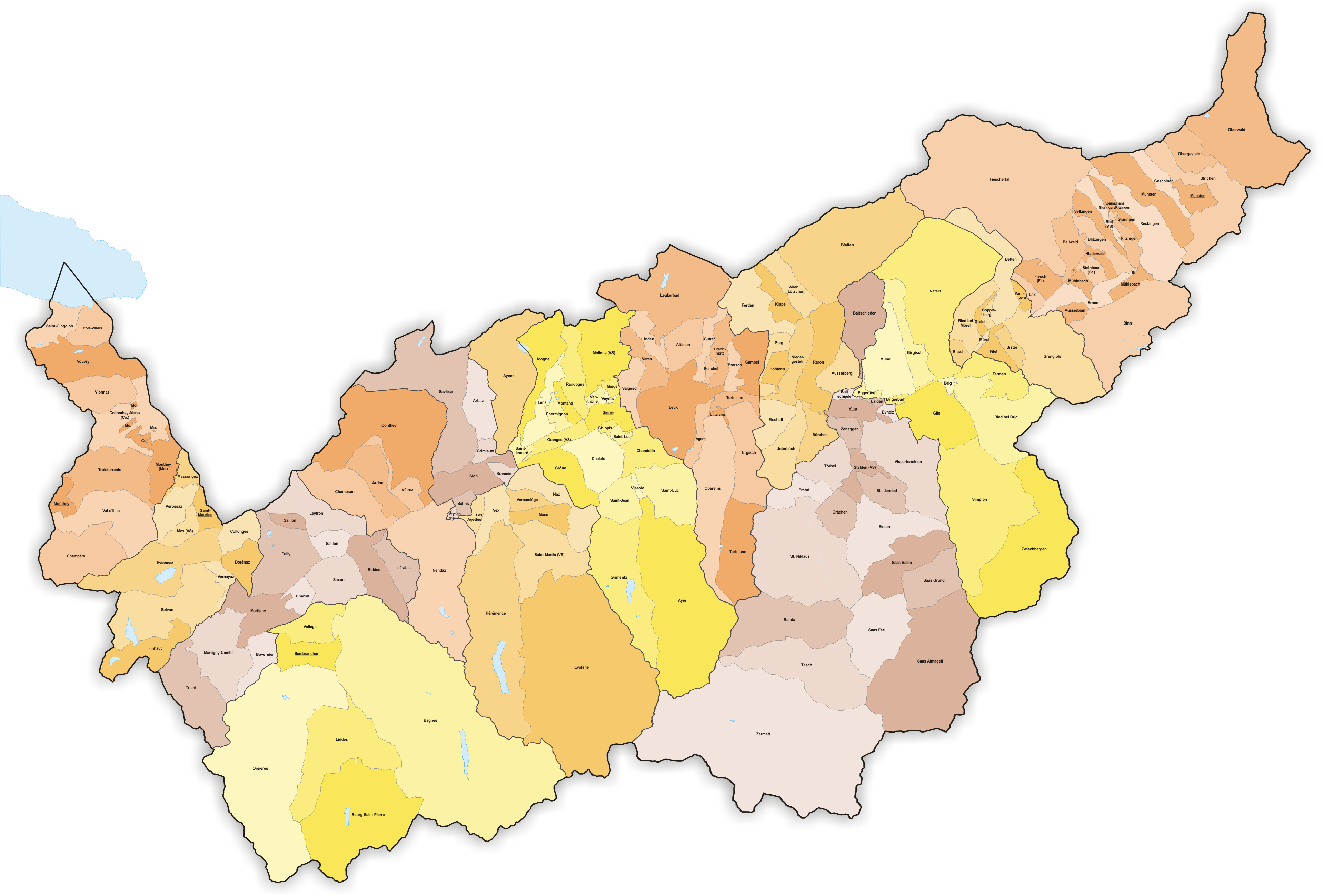
Gemeinden bis 1968
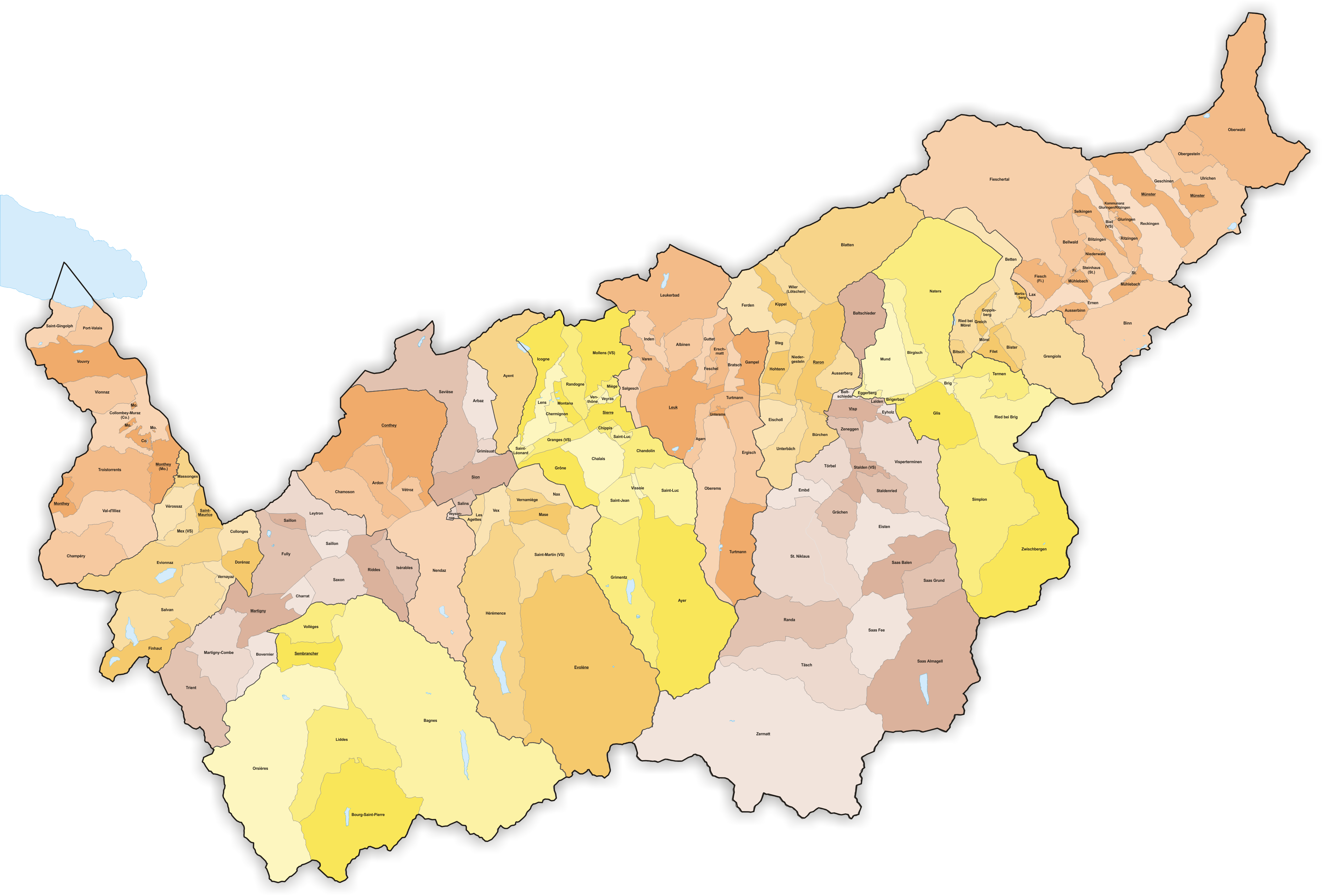
Gemeinden bis 1972
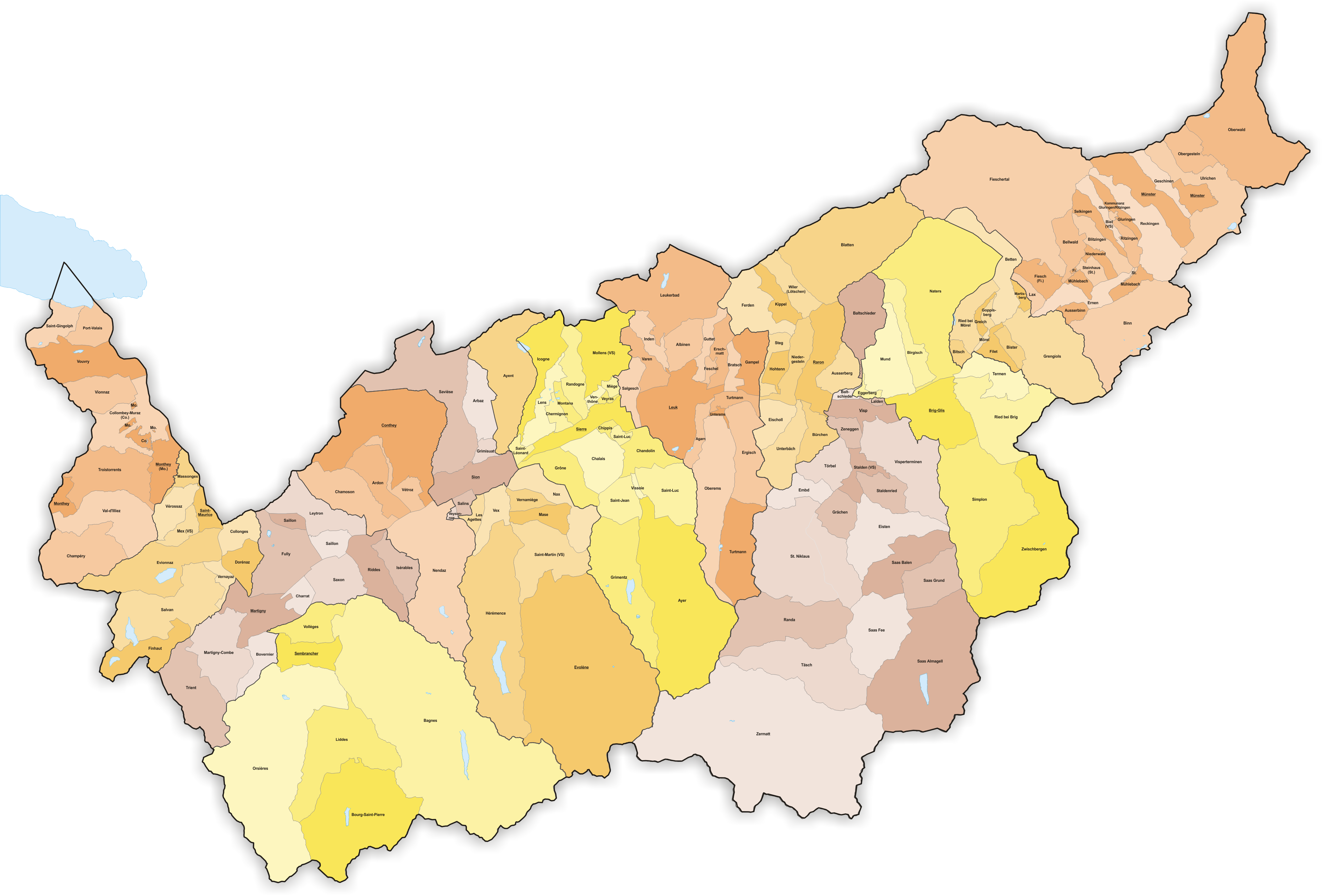
Gemeinden bis 1986
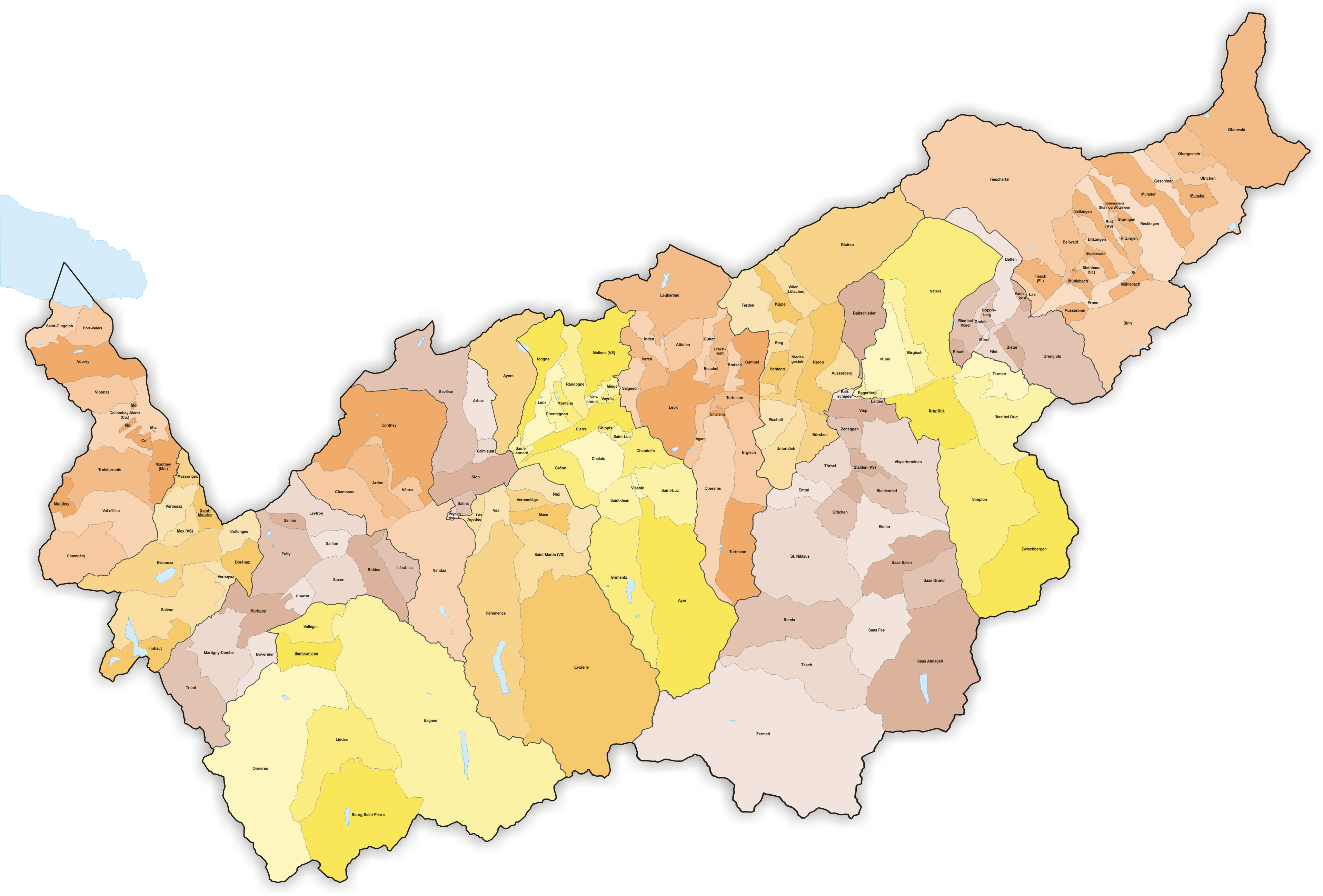
Gemeinden bis 1993
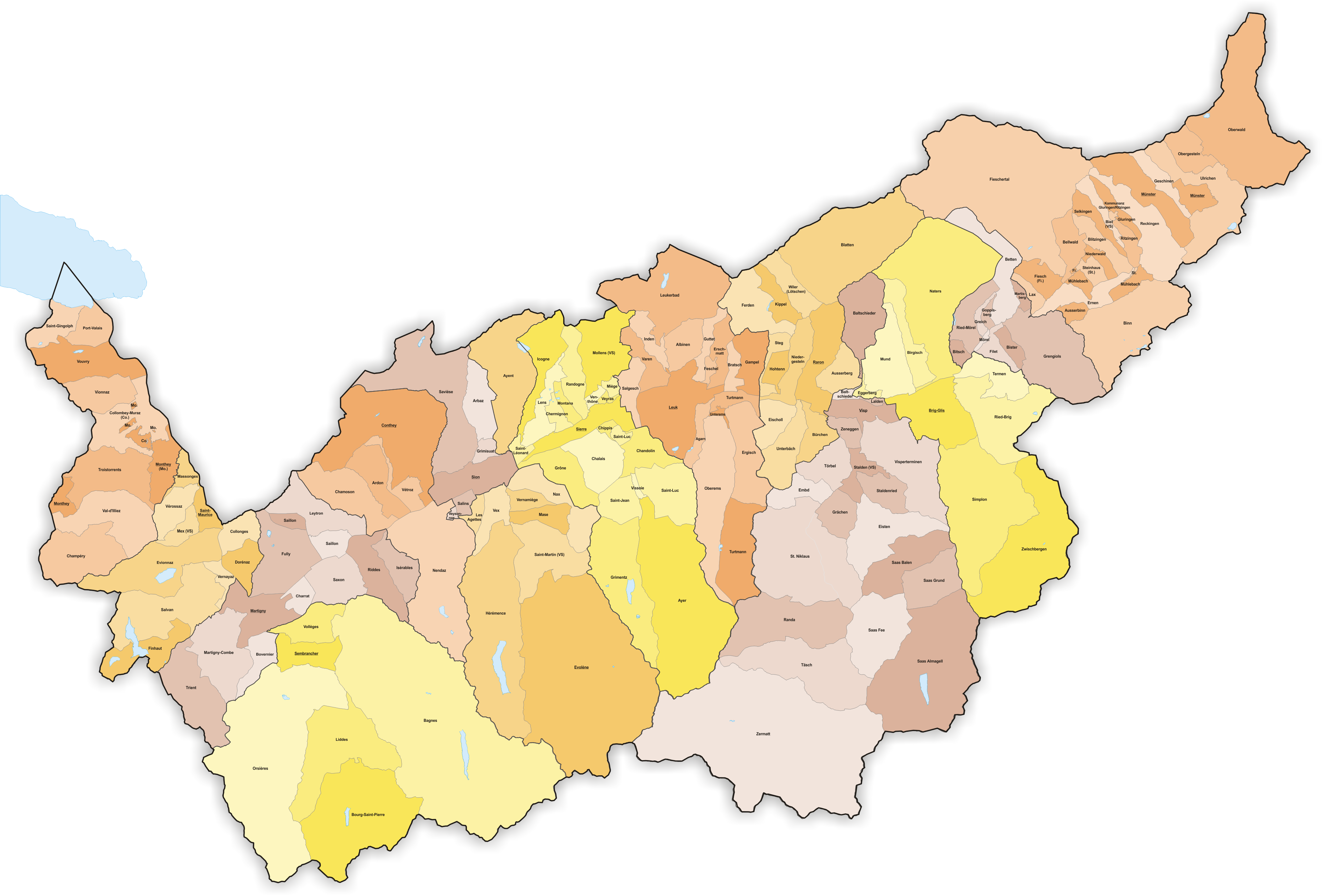
Gemeinden bis 2000
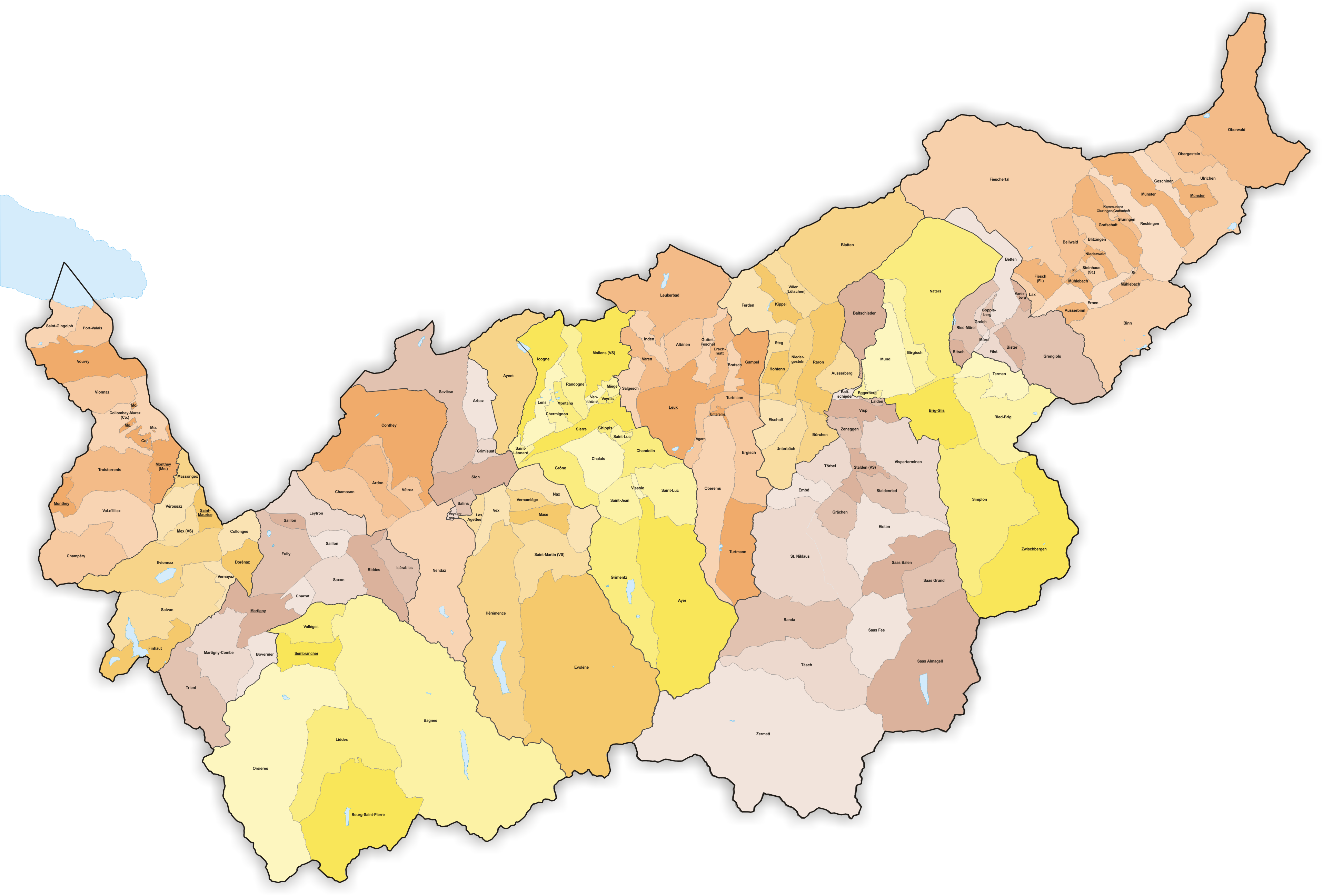
Gemeinden bis 2003
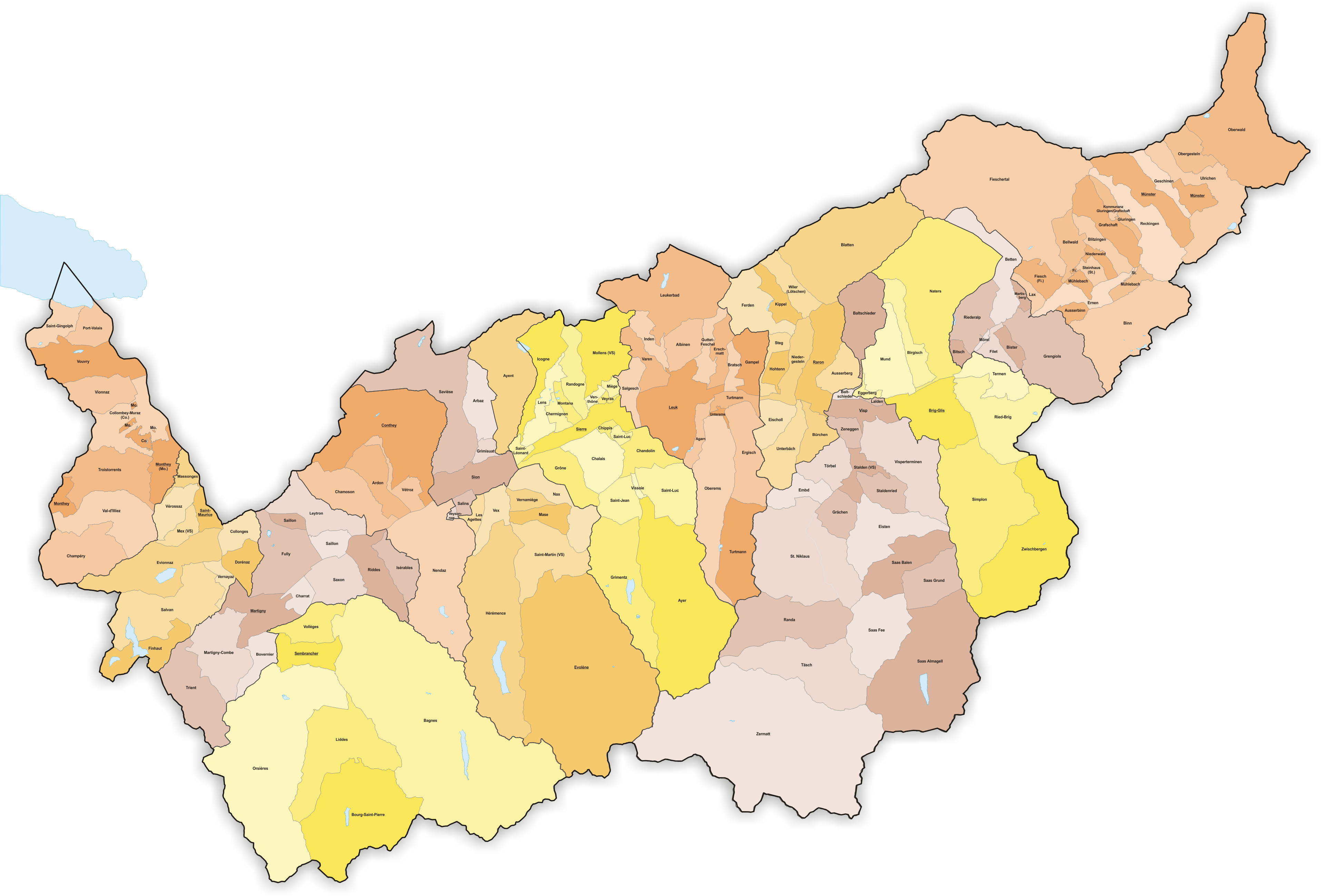
Gemeinden bis 2004
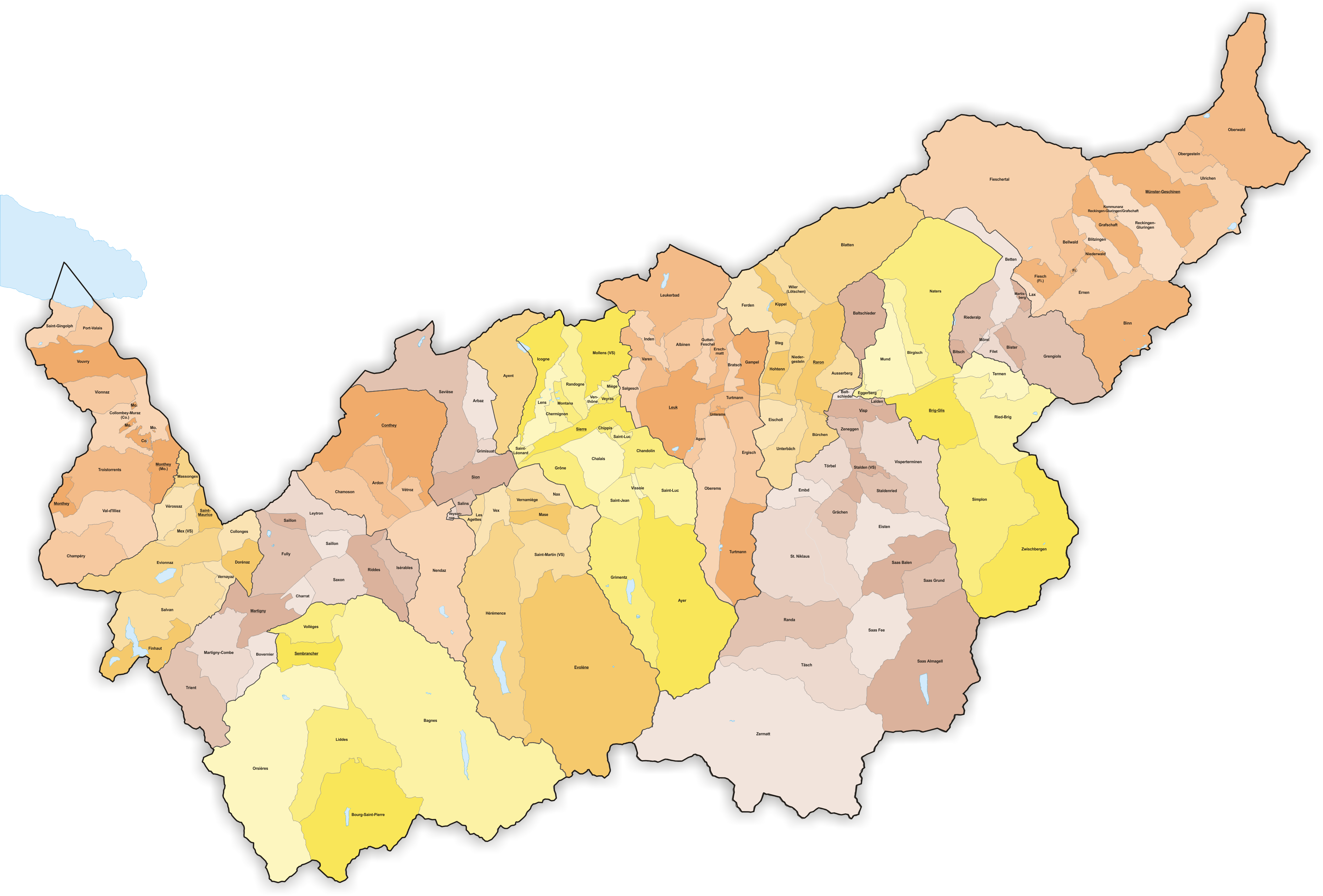
Gemeinden bis 2007
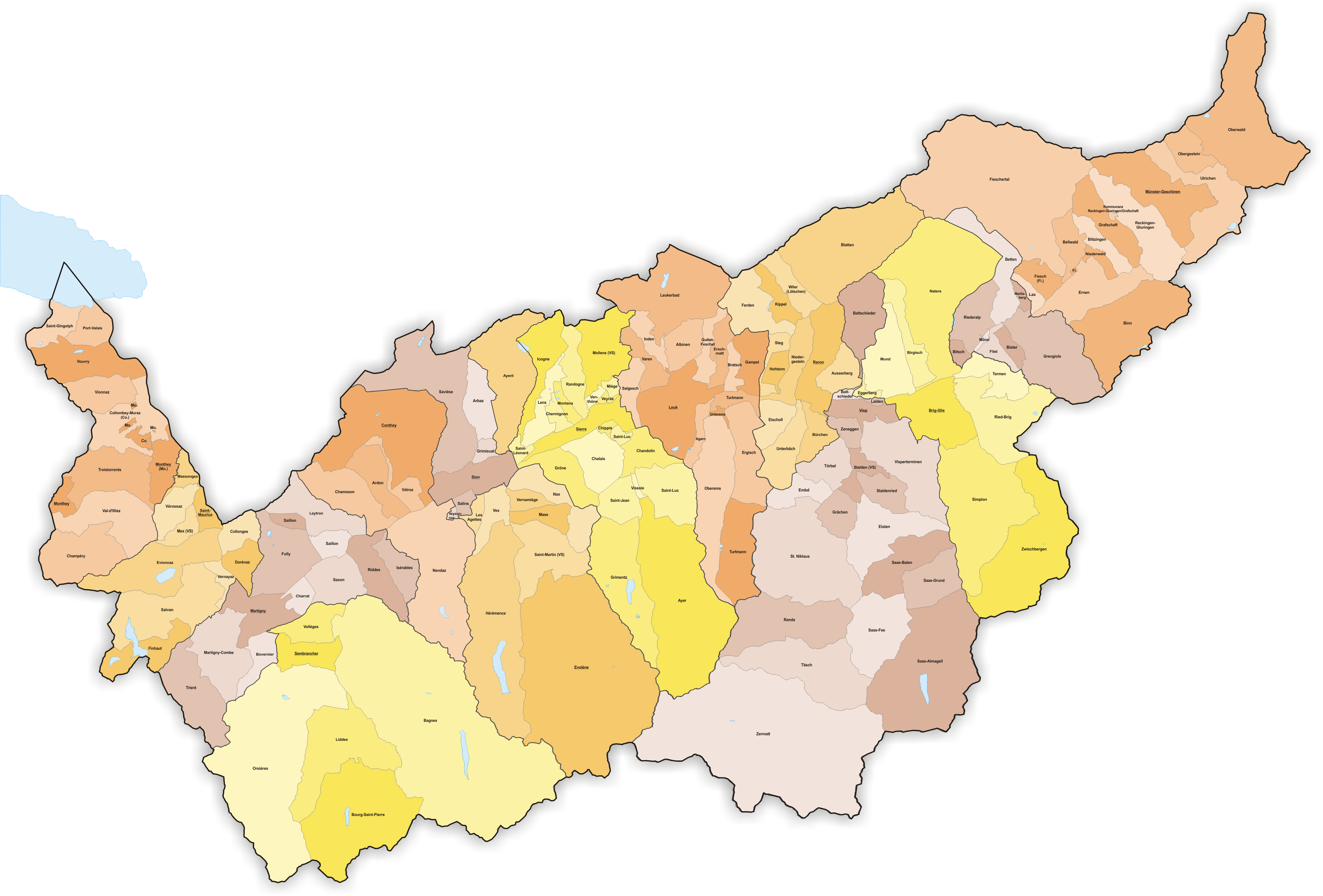
Gemeinden bis 2008
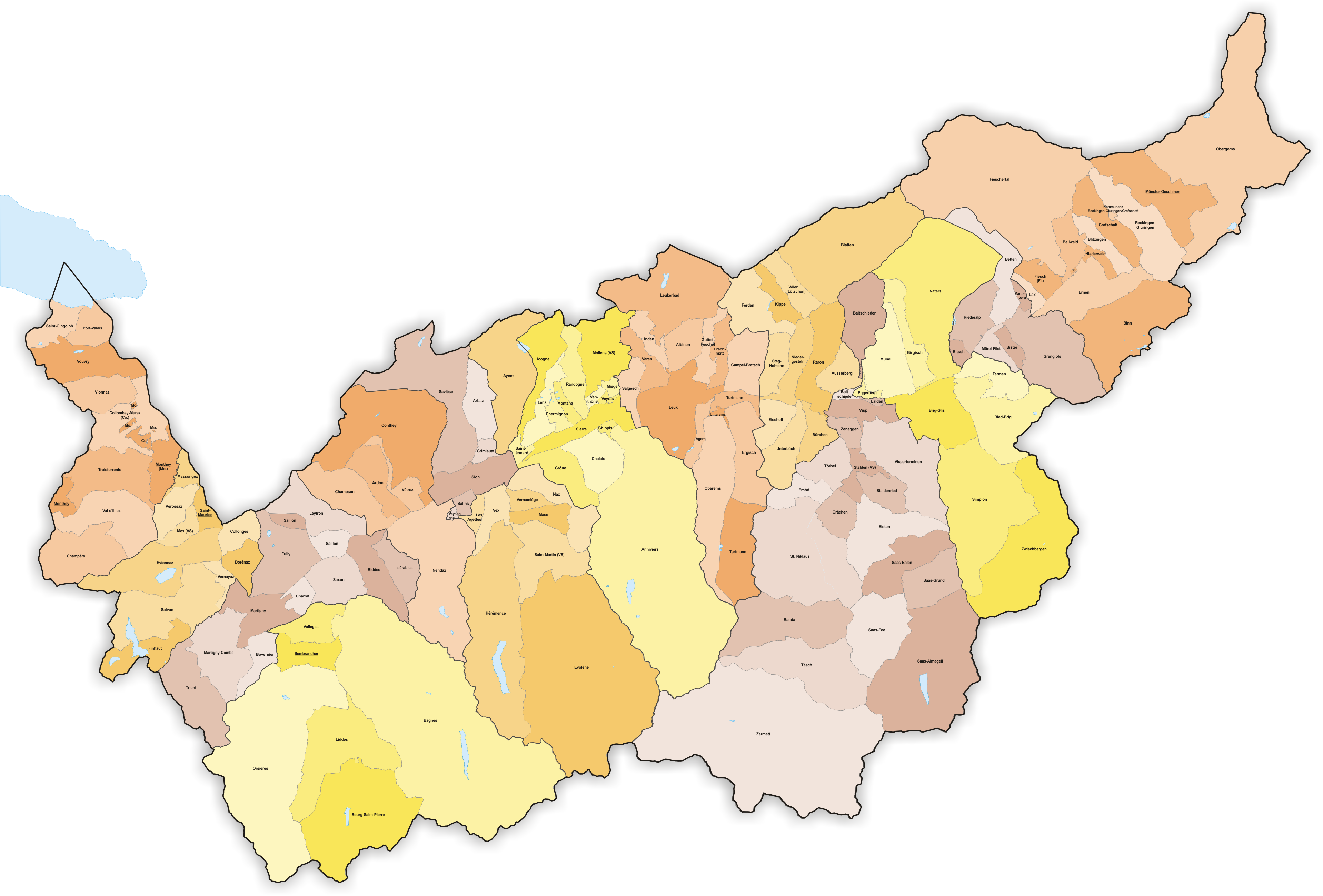
Gemeinden bis 2010
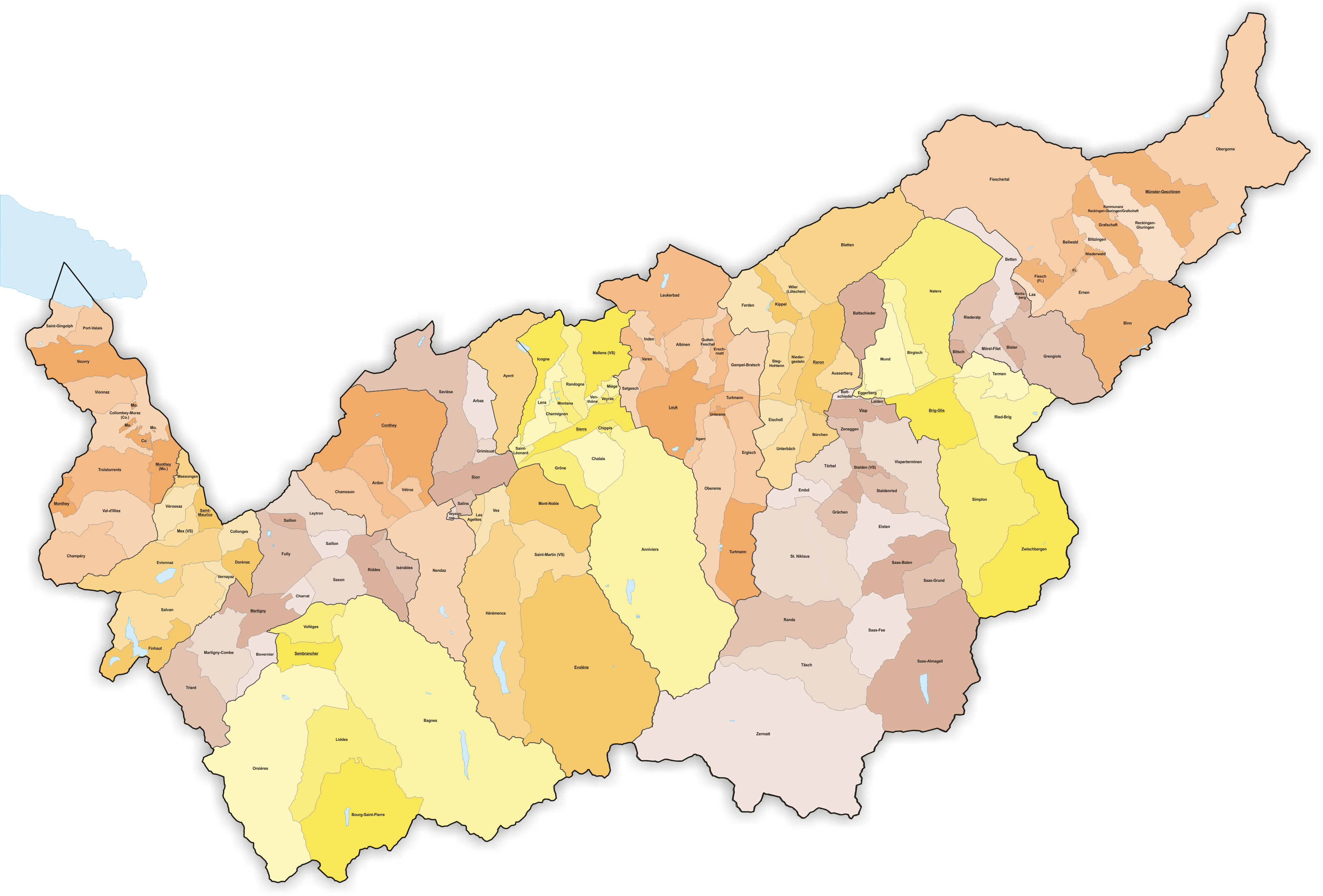
Gemeinden bis 2012
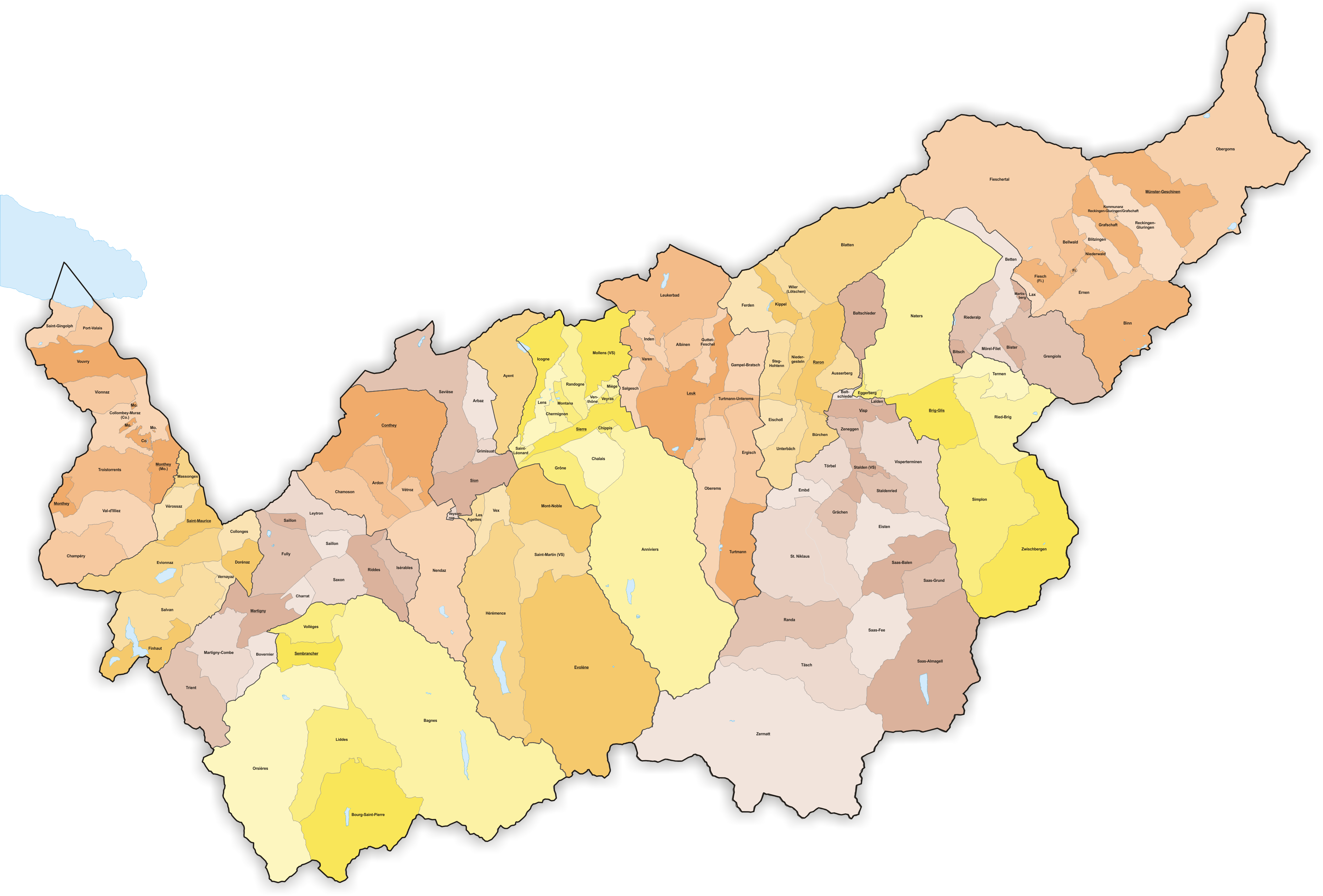
Gemeinden bis 2013
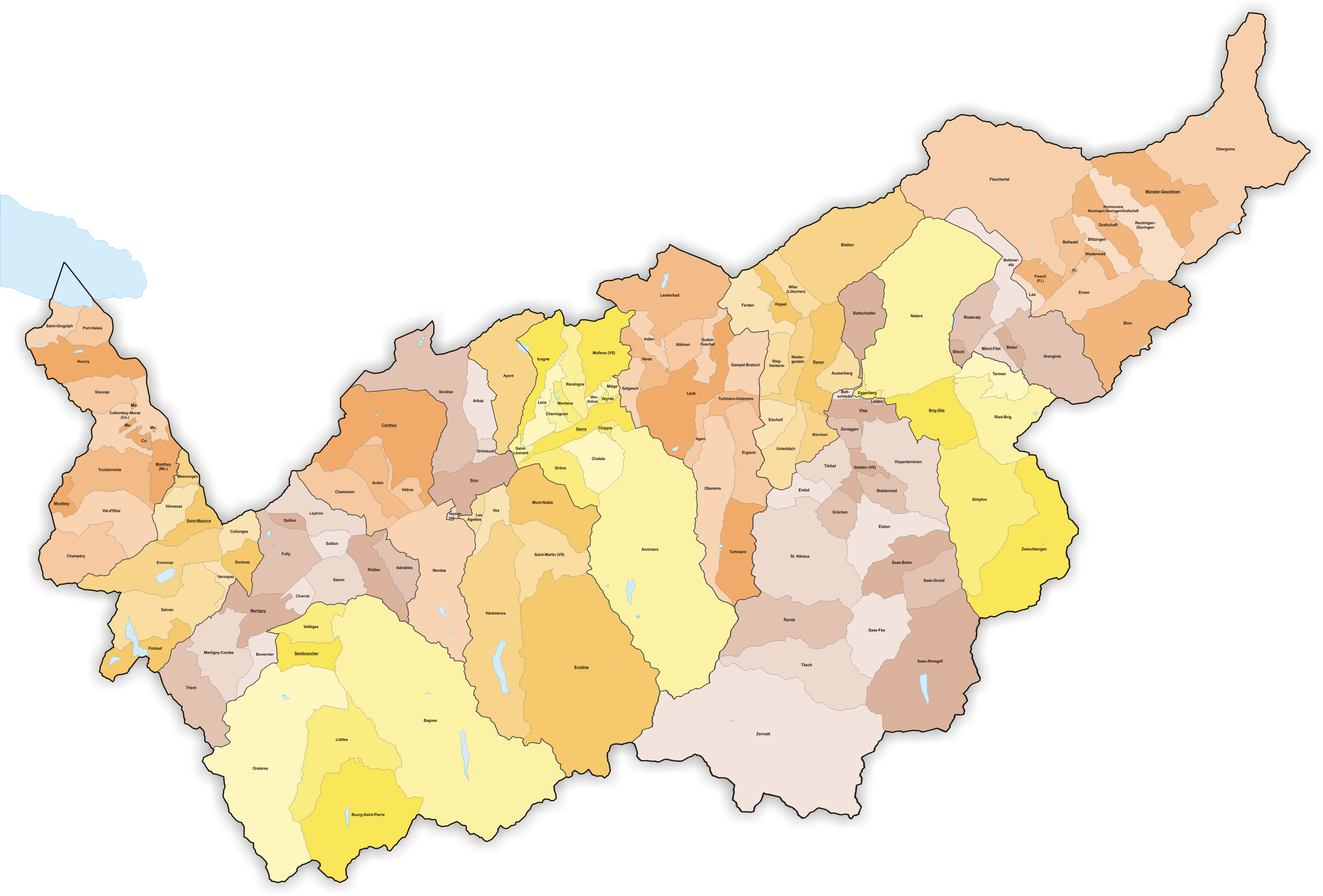
Gemeinden bis 2015
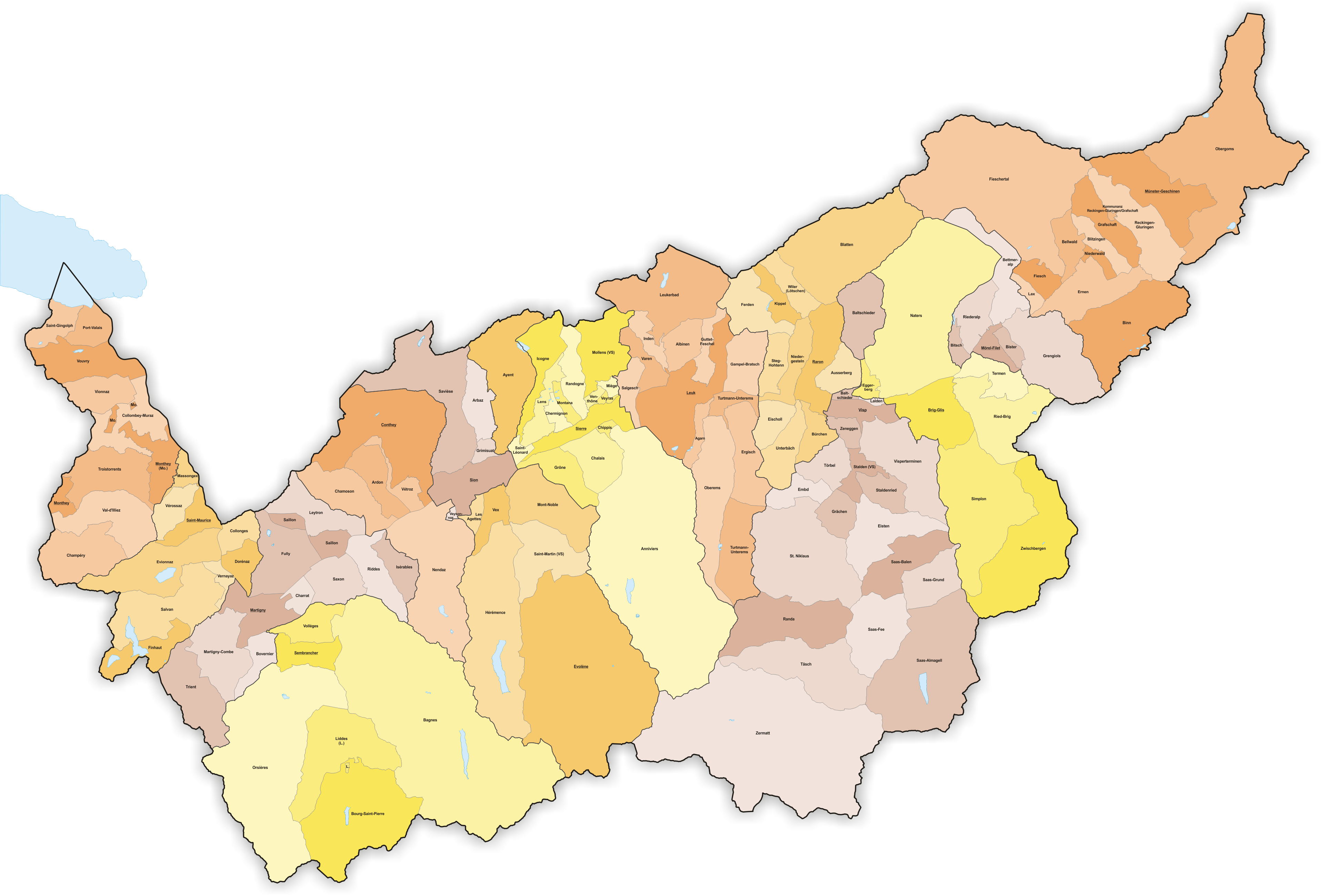
Gemeinden bis 2016
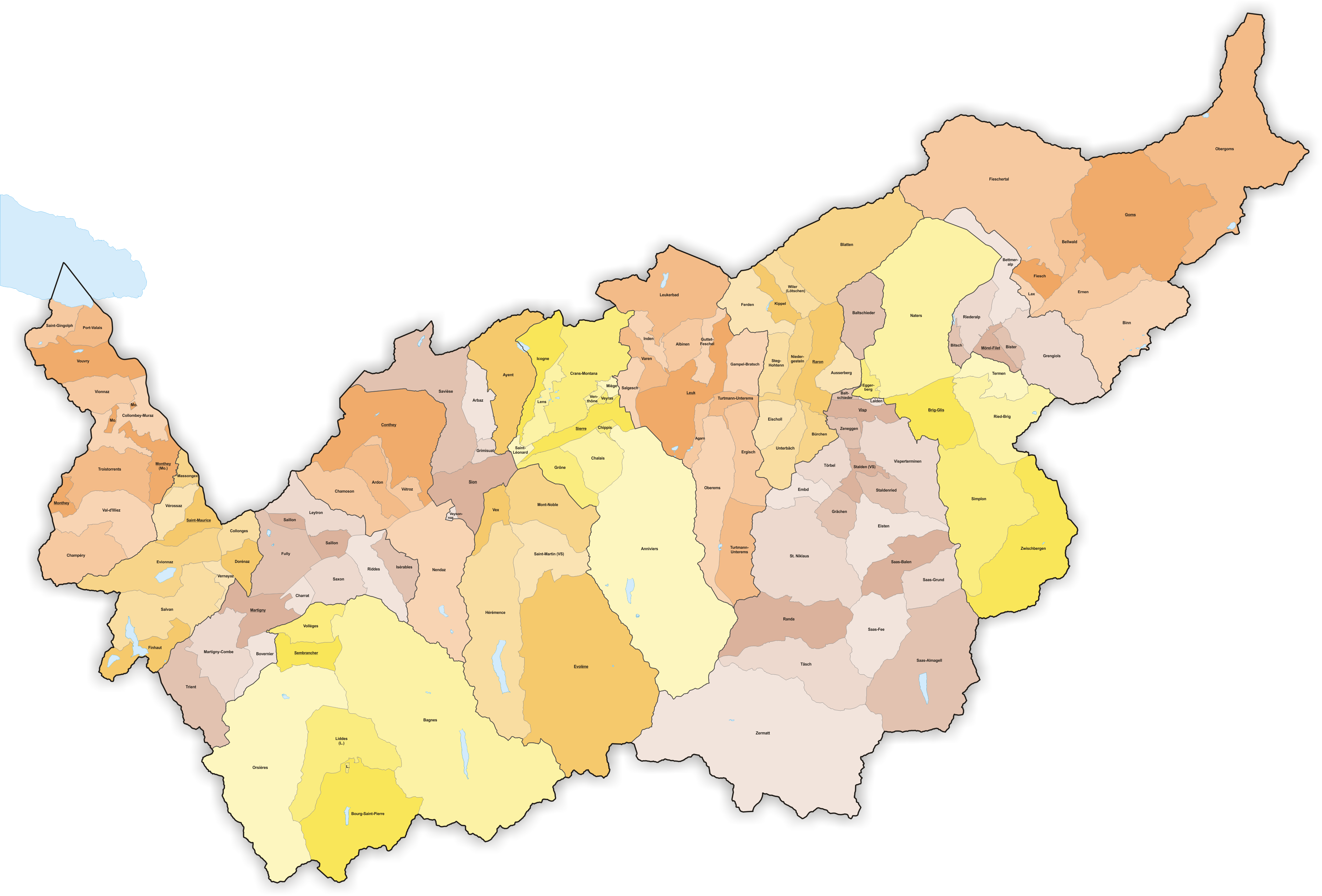
Gemeinden bis 2020

### Fusionen
- 1. Oktober 2000:
  - Feschel und Guttet → Guttet-Feschel
  - Biel (VS), Ritzingen und Selkingen → Grafschaft
- 1. November 2003:
  - Goppisberg, Greich und Ried-Mörel → Riederalp
- 1. Oktober 2004:
  - Geschinen und Münster → Münster-Geschinen
  - Gluringen und Reckingen → Reckingen-Gluringen
  - Ausserbinn, Ernen, Mühlebach und Steinhaus → Ernen
- 1. Januar 2009:
  - Ayer, Chandolin, Grimentz, Saint-Jean, Saint-Luc und Vissoie → Anniviers
  - Obergesteln, Oberwald und Ulrichen → Obergoms
  - Filet und Mörel → Mörel-Filet
  - Bratsch und Gampel → Gampel-Bratsch
  - Hohtenn und Steg → Steg-Hohtenn
- 1. Januar 2011:
  - Mase, Nax und Vernamiège → Mont-Noble
- 1. Januar 2013:
  - Mex und Saint-Maurice → Saint-Maurice
  - Erschmatt und Leuk → Leuk
  - Turtmann und Unterems → Turtmann-Unterems
  - Birgisch, Mund und Naters → Naters
  - Salins und Sitten → Sitten
- 1. Januar 2014:
  - Betten und Martisberg → Bettmeralp
- 1. Januar 2017:
  - Blitzingen, Grafschaft, Münster-Geschinen, Niederwald und Reckingen-Gluringen → Goms
  - Les Agettes und Sitten → Sitten
  - Chermignon, Mollens, Montana und Randogne → Crans-Montana
- 1. Januar 2021:
  - Charrat und Martigny → Martigny
  - Miège, Venthône und Veyras → Noble-Contrée
  - Bagnes und Vollèges → Val de Bagnes